# Плавання на літніх Олімпійських іграх 2016 — кваліфікація
У змаганнях з плавання на літніх Олімпійських іграх 2016 зможуть взяти участь 900 спортсменів у басейні і ще 50 на відкритій воді, які будуть боротися за 34 комплекти нагород. Кожен НОК може виставити не більш як по два спортсмени в кожній індивідуальній дисципліні і не більш як по одній команді в кожній естафетній дисципліні. Кваліфікаційний період тривав від 1 березня 2015 року до 3 липня 2016.

## Кваліфікаційні стандарти
НОК може виставити 2 спортсмени, лише якщо вони виконали олімпійський кваліфікаційний норматив. НОК потенційно може виставити одного спортсмена, якщо він виконав Норматив олімпійського відбору (OST), або якщо не набралася квота 900 плавців.
У змаганнях естафет загалом візьмуть участь 96 команд, по 16 в кожній дисципліні. Країни можуть виставляти по одній команді в кожній дисципліні. На змагання автоматично потрапляють по 12 команд, які посіли перші 12 місць на чемпіонаті світу 2015; решту 4 місця в кожній дисципліні отримують команди з найшвидшим часом згідно зі світовим рейтингом FINA станом на 31 травня 2016 року.
Після закінчення кваліфікаційного періоду (3 липня 2016 року) FINA фіна визначила кількість спортсменів, які виконали OQT, кількість учасників лише естафет і кількість Universality places. Потім FINA запросила спортсменів, які виконали OST, щоб доповнити квоту в 900 плавців.
Як час кваліфікаційних стандартів FINA взяла до уваги лише результати, показані на чемпіонатах світу, чемпіонатах континентів, континентальних кваліфікаційних змаганнях, національних чемпіонатах і відборах, або міжнародних змаганнях визнаних FINA в проміжку між 1 березня 2015 і 3 липня 2016.
Кваліфікаційні стандарти FINA наведено в таблиці знизу:
| Чоловічі змагання                   | Чоловічі змагання | Чоловічі змагання | Жіночі змагання      | Жіночі змагання | Жіночі змагання |
| Дисципліна                          | OQT               | OST               | Дисципліна           | OQT             | OST             |
| ----------------------------------- | ----------------- | ----------------- | -------------------- | --------------- | --------------- |
| 50 метрів вільним стилем (чоловіки) | 22.27             | 23.05             | 50 м вільним стилем  | 25.28           | 26.17           |
| 100 м вільним стилем                | 48.99             | 50.70             | 100 м вільним стилем | 54.43           | 56.34           |
| 200 м вільним стилем                | 1:47.97           | 1:51.75           | 200 м вільним стилем | 1:58.96         | 2:03.13         |
| 400 м вільним стилем                | 3:50.44           | 3:58.51           | 400 м вільним стилем | 4:09.08         | 4:17.80         |
| −                                   | −                 | −                 | 800 м вільним стилем | 8:33.97         | 8:51.96         |
| 1500 м вільним стилем               | 15:14.77          | 15:46.79          | −                    | −               | −               |
| 100 м на спині                      | 54.36             | 56.26             | 100 м на спині       | 1:00.25         | 1:02.36         |
| 200 м на спині                      | 1:58.22           | 2:02.36           | 200 м на спині       | 2:10.60         | 2:15.17         |
| 100 м брасом                        | 1:00.57           | 1:02.69           | 100 м брасом         | 1:07.85         | 1:10.22         |
| 200 м брасом                        | 2:11.66           | 2:16.27           | 200 м брасом         | 2:26.94         | 2:32.08         |
| 100 м батерфляєм                    | 52.36             | 54.19             | 100 м батерфляєм     | 58.74           | 1:00.80         |
| 200 м батерфляєм                    | 1:56.97           | 2:01.06           | 200 м батерфляєм     | 2:09.33         | 2:13.86         |
| 200 м комплексом                    | 2:00.28           | 2:04.39           | 200 м комплексом     | 2:14.26         | 2:18.96         |
| 400 м комплексом                    | 4:16.71           | 4:25.69           | 400 м комплексом     | 4:43.46         | 4:53.38         |

## Особисті змагання
Спортсменів, які виконали Олімпійський кваліфікаційний норматив (OQT), Норматив олімпійського відбору (OST), або отримали місце за запрошенням, наведено в таблиці нижче, для кожної індивідуальної дисципліни:

### Індивідуальні чоловічі дисципліни

#### 50 метрів вільним стилем
| Кваліфікаційний стандарт                      | К-ть спортсменів | Країна                                 | Спортсмени, що кваліфікувались       |
| --------------------------------------------- | ---------------- | -------------------------------------- | ------------------------------------ |
| Олімпійський кваліфікаційний норматив – 22.27 | 2                | Австралія (AUS)                        | Метью Абуд Кемерон Макевой           |
| Олімпійський кваліфікаційний норматив – 22.27 | 2                | Бельгія (BEL)                          | Франсуа Хеерсбрандт Яспер Арентс     |
| Олімпійський кваліфікаційний норматив – 22.27 | 2                | Бразилія (BRA)                         | Бруно Фратус Італо Дуарте            |
| Олімпійський кваліфікаційний норматив – 22.27 | 2                | Канада (CAN)                           | Санто Кондореллі Юрі Кісіл           |
| Олімпійський кваліфікаційний норматив – 22.27 | 2                | Китай (CHN)                            | Нін Цзетао Юй Хесінь                 |
| Олімпійський кваліфікаційний норматив – 22.27 | 2                | Франція (FRA)                          | Фредерік Буске Флоран Маноду         |
| Олімпійський кваліфікаційний норматив – 22.27 | 2                | Греція (GRE)                           | Крістіан Голомєєв Одіссеус Меланідіс |
| Олімпійський кваліфікаційний норматив – 22.27 | 2                | Італія (ITA)                           | Фредеріко Боккіа Лука Дотто          |
| Олімпійський кваліфікаційний норматив – 22.27 | 2                | Японія (JPN)                           | Кацумі Накамура Сінрі Сьоура         |
| Олімпійський кваліфікаційний норматив – 22.27 | 2                | Польща (POL)                           | Павел Юрашек Філіп Випих             |
| Олімпійський кваліфікаційний норматив – 22.27 | 2                | ПАР (RSA)                              | Дуглас Ерасмус Бред Тенді            |
| Олімпійський кваліфікаційний норматив – 22.27 | 2                | США (USA)                              | Натан Едрієн Ентоні Ервін            |
| Олімпійський кваліфікаційний норматив – 22.27 | 1                | Алжир (ALG)                            | Уссама Сануне                        |
| Олімпійський кваліфікаційний норматив – 22.27 | 1                | Аргентина (ARG)                        | Федеріко Грабіч                      |
| Олімпійський кваліфікаційний норматив – 22.27 | 1                | Єгипет (EGY)                           | Алі Халафалла                        |
| Олімпійський кваліфікаційний норматив – 22.27 | 1                | Фінляндія (FIN)                        | Арі-Пекка Люкконен                   |
| Олімпійський кваліфікаційний норматив – 22.27 | 1                | Німеччина (GER)                        | Даміан Вірлінг                       |
| Олімпійський кваліфікаційний норматив – 22.27 | 1                | Велика Британія (GBR)                  | Бенджамін Прауд                      |
| Олімпійський кваліфікаційний норматив – 22.27 | 1                | Угорщина (HUN)                         | Крістіан Такач                       |
| Олімпійський кваліфікаційний норматив – 22.27 | 1                | Ізраїль (ISR)                          | Зів Калонтаров                       |
| Олімпійський кваліфікаційний норматив – 22.27 | 1                | Литва (LTU)                            | Сімонас Біліс                        |
| Олімпійський кваліфікаційний норматив – 22.27 | 1                | Пуерто-Рико (PUR)                      | Ерік Рісольвато                      |
| Олімпійський кваліфікаційний норматив – 22.27 | 1                | Румунія (ROU)                          | Норберт Трандафір                    |
| Олімпійський кваліфікаційний норматив – 22.27 | 1                | Росія (RUS)                            | Олексій Брянський                    |
| Олімпійський кваліфікаційний норматив – 22.27 | 1                | Тринідад і Тобаго (TRI)                | Джордж Бовелл                        |
| Олімпійський кваліфікаційний норматив – 22.27 | 1                | Україна (UKR)                          | Андрій Говоров                       |
| Норматив олімпійського відбору – 23.05        | 1                | Албанія (ALB)                          | Сідні Ходжа[b]                       |
| Норматив олімпійського відбору – 23.05        | 1                | Хорватія (CRO)                         | Маріо Тодорович[b]                   |
| Норматив олімпійського відбору – 23.05        | 1                | Гонконг (HKG)                          | Джоффрі Се[b]                        |
| Норматив олімпійського відбору – 23.05        | 1                | Ірландія (IRL)                         | Шейн Раян[a]                         |
| Норматив олімпійського відбору – 23.05        | 1                | Суринам (SUR)                          | Ренцо Тьйон-А-Джо                    |
| Норматив олімпійського відбору – 23.05        | 1                | Венесуела (VEN)                        | Крістіан Кінтеро[a]                  |
| Запрошення                                    | 1                | Вірменія (ARM)                         | Ваган Мхітарян                       |
| Запрошення                                    | 1                | Бангладеш (BAN)                        | Могаммад Махфізур Рахман             |
| Запрошення                                    | 1                | Бахрейн (BRN)                          | Фархан Фархан                        |
| Запрошення                                    | 1                | Бенін (BEN)                            | Жюль Бессан                          |
| Запрошення                                    | 1                | Болівія (BOL)                          | Хосе Альберто Кінтанілья             |
| Запрошення                                    | 1                | Буркіна-Фасо (BUR)                     | Тіндвене Савадого                    |
| Запрошення                                    | 1                | Бурунді (BDI)                          | Біллі-Скотт Іракозе                  |
| Запрошення                                    | 1                | Центральноафриканська Республіка (CAF) | Крістіан Нассіф                      |
| Запрошення                                    | 1                | Коморські Острови (COM)                | Атумане Соліхі                       |
| Запрошення                                    | 1                | Республіка Конго (CGO)                 | Дінов Андрес Кока                    |
| Запрошення                                    | 1                | Джибуті (DJI)                          | Бурхан Абро                          |
| Запрошення                                    | 1                | Фіджі (FIJ)                            | Мелі Малані                          |
| Запрошення                                    | 1                | Габон (GAB)                            | Маель Амбонґілат                     |
| Запрошення                                    | 1                | Гамбія (GAM)                           | Пап Джонга                           |
| Запрошення                                    | 1                | Гана (GHA)                             | Абейку Джексон                       |
| Запрошення                                    | 1                | Гвінея (GUI)                           | Амаду Камара                         |
| Запрошення                                    | 1                | Гаїті (HAI)                            | Франц Дорсенвіль                     |
| Запрошення                                    | 1                | Косово (KOS)                           | Лум Жавелі                           |
| Запрошення                                    | 1                | Лаос (LAO)                             | Сантісук Інтхавонг                   |
| Запрошення                                    | 1                | Ліван (LIB)                            | Ентоні Барбар                        |
| Запрошення                                    | 1                | Лівія (LBA)                            | Ахмад Аттеллесей                     |
| Запрошення                                    | 1                | Малаві (MAW)                           | Брейв Ліфа                           |
| Запрошення                                    | 1                | Мальдіви (MDV)                         | Ібрагім Нішван                       |
| Запрошення                                    | 1                | Маршаллові Острови (MHL)               | Джордан Гарріс                       |
| Запрошення                                    | 1                | Федеративні Штати Мікронезії (FSM)     | Діонісіо Огастін                     |
| Запрошення                                    | 1                | Монголія (MGL)                         | Бацайхани Дулгуун                    |
| Запрошення                                    | 1                | Чорногорія (MNE)                       | Максім Ініч                          |
| Запрошення                                    | 1                | Нігер (NIG)                            | Альбахір Муктар                      |
| Запрошення                                    | 1                | Нігерія (NGR)                          | Самсон Опуакпо                       |
| Запрошення                                    | 1                | Палау (PLW)                            | Шон Дінґіліус-Воллас                 |
| Запрошення                                    | 1                | Руанда (RWA)                           | Елой Іманірагуа                      |
| Запрошення                                    | 1                | Сент-Люсія (LCA)                       | Джордан Ож'є                         |
| Запрошення                                    | 1                | Сент-Вінсент і Гренадини (VIN)         | Ніколас Сільвестер                   |
| Запрошення                                    | 1                | Сенегал (SEN)                          | Абдул Ніане                          |
| Запрошення                                    | 1                | Сейшельські Острови (SEY)              | Адам Віктора                         |
| Запрошення                                    | 1                | Сьєрра-Леоне (SLE)                     | Осман Камара                         |
| Запрошення                                    | 1                | Судан (SUD)                            | Абдельазіз Мохаммед Ахмед            |
| Запрошення                                    | 1                | Таджикистан (TJK)                      | Олім Курбанов                        |
| Запрошення                                    | 1                | Танзанія (TAN)                         | Хілаль Хемед Хілаль                  |
| Запрошення                                    | 1                | Того (TOG)                             | Емерік Кпегба                        |
| Запрошення                                    | 1                | Уганда (UGA)                           | Джошуа Тібатемва                     |
| Загалом                                       | 85               |                                        |                                      |

#### 100 метрів вільним стилем
| Кваліфікаційний стандарт                      | К-ть спортсменів | Країна                         | Спортсмени, що кваліфікувались    |
| --------------------------------------------- | ---------------- | ------------------------------ | --------------------------------- |
| Олімпійський кваліфікаційний норматив – 48.99 | 2                | Австралія (AUS)                | Кайл Чалмерс Кемерон Макевой      |
| Олімпійський кваліфікаційний норматив – 48.99 | 2                | Бельгія (BEL)                  | Гленн Сюргелосе Пітер Тіммерс     |
| Олімпійський кваліфікаційний норматив – 48.99 | 2                | Бразилія (BRA)                 | Марсело Черігіні Ніколас Олівейра |
| Олімпійський кваліфікаційний норматив – 48.99 | 2                | Канада (CAN)                   | Санто Кондореллі Юрі Кісіл        |
| Олімпійський кваліфікаційний норматив – 48.99 | 2                | Китай (CHN)                    | Нін Цзетао Юй Хесінь              |
| Олімпійський кваліфікаційний норматив – 48.99 | 2                | Франція (FRA)                  | Клеман Міньйон Жеремі Страв'юс    |
| Олімпійський кваліфікаційний норматив – 48.99 | 2                | Німеччина (GER)                | Бйорн Горнікель Даміан Вірлінг    |
| Олімпійський кваліфікаційний норматив – 48.99 | 2                | Велика Британія (GBR)          | Бенджамін Прауд Данкан Скотт      |
| Олімпійський кваліфікаційний норматив – 48.99 | 2                | Угорщина (HUN)                 | Річард Бохуш Домінік Козма        |
| Олімпійський кваліфікаційний норматив – 48.99 | 2                | Італія (ITA)                   | Лука Дотто Філіппо Маньїні        |
| Олімпійський кваліфікаційний норматив – 48.99 | 2                | Японія (JPN)                   | Кацумі Накамура Сінрі Сьоура      |
| Олімпійський кваліфікаційний норматив – 48.99 | 2                | Польща (POL)                   | Конрад Черняк Павел Коженьовський |
| Олімпійський кваліфікаційний норматив – 48.99 | 2                | США (USA)                      | Натан Едрієн Кайлеб Дрессел       |
| Олімпійський кваліфікаційний норматив – 48.99 | 1                | Аргентина (ARG)                | Федеріко Грабіч                   |
| Олімпійський кваліфікаційний норматив – 48.99 | 1                | Білорусь (BLR)                 | Євген Цуркін                      |
| Олімпійський кваліфікаційний норматив – 48.99 | 1                | Греція (GRE)                   | Крістіан Голомєєв                 |
| Олімпійський кваліфікаційний норматив – 48.99 | 1                | Литва (LTU)                    | Сімонас Біліс                     |
| Олімпійський кваліфікаційний норматив – 48.99 | 1                | Нідерланди (NED)               | Себастіан Версхюрен               |
| Олімпійський кваліфікаційний норматив – 48.99 | 1                | Румунія (ROU)                  | Маріус Раду                       |
| Олімпійський кваліфікаційний норматив – 48.99 | 1                | Росія (RUS)                    | Андрій Гречин                     |
| Олімпійський кваліфікаційний норматив – 48.99 | 1                | Сербія (SRB)                   | Велімір Степанович                |
| Олімпійський кваліфікаційний норматив – 48.99 | 1                | Сінгапур (SIN)                 | Джозеф Скулінг                    |
| Олімпійський кваліфікаційний норматив – 48.99 | 1                | Словенія (SLO)                 | Анже Тавчар                       |
| Олімпійський кваліфікаційний норматив – 48.99 | 1                | Південна Корея (KOR)           | Пак Тхе Хван                      |
| Норматив олімпійського відбору – 50.70        | 1                | Алжир (ALG)                    | Уссама Сануне[a]                  |
| Норматив олімпійського відбору – 50.70        | 1                | Болгарія (BUL)                 | Александар Ніколов[b]             |
| Норматив олімпійського відбору – 50.70        | 1                | Фінляндія (FIN)                | Арі-Пекка Люкконен[a]             |
| Норматив олімпійського відбору – 50.70        | 1                | Ірландія (IRL)                 | Шейн Раян[a]                      |
| Норматив олімпійського відбору – 50.70        | 1                | Ізраїль (ISR)                  | Зів Калонтаров[a]                 |
| Норматив олімпійського відбору – 50.70        | 1                | Люксембург (LUX)               | Рафаель Стаккіотті[b]             |
| Норматив олімпійського відбору – 50.70        | 1                | Маврикій (MRI)                 | Бредлі Вінсент[b]                 |
| Норматив олімпійського відбору – 50.70        | 1                | Нова Зеландія (NZL)            | Метью Стенлі[a]                   |
| Норматив олімпійського відбору – 50.70        | 1                | Парагвай (PAR)                 | Бен Хокін[b]                      |
| Норматив олімпійського відбору – 50.70        | 1                | Перу (PER)                     | Ніколас Магана[b]                 |
| Норматив олімпійського відбору – 50.70        | 1                | Шрі-Ланка (SRI)                | Метью Абейсінгх[b]                |
| Норматив олімпійського відбору – 50.70        | 1                | Тринідад і Тобаго (TRI)        | Ділан Картер                      |
| Норматив олімпійського відбору – 50.70        | 1                | Венесуела (VEN)                | Крістіан Кінтеро[a]               |
| Запрошення                                    | 1                | Камбоджа (CAM)                 | Совіджа Поу                       |
| Запрошення                                    | 1                | Кот-д'Івуар (CIV)              | Тібо Даньйо                       |
| Запрошення                                    | 1                | Домініканська Республіка (DOM) | Джонні Перес                      |
| Запрошення                                    | 1                | Ефіопія (ETH)                  | Робель Хабте                      |
| Запрошення                                    | 1                | Мальта (MLT)                   | Ендрю Четкуті                     |
| Запрошення                                    | 1                | Мозамбік (MOZ)                 | Ігор Моньє                        |
| Запрошення                                    | 1                | Непал (NEP)                    | Сіріш Гурунг                      |
| Запрошення                                    | 1                | Нікарагуа (NCA)                | Мігель Мена                       |
| Запрошення                                    | 1                | Збірна біженців (ROT)          | Рамі Аніс                         |
| Запрошення                                    | 1                | Зімбабве (ZIM)                 | Шейн Ганн                         |
| Загалом                                       | 60               |                                |                                   |

#### 200 метрів вільним стилем
| Кваліфікаційний стандарт                        | К-ть спортсменів | Країна                  | Спортсмени, що кваліфікувались        |
| ----------------------------------------------- | ---------------- | ----------------------- | ------------------------------------- |
| Олімпійський кваліфікаційний норматив – 1:47.97 | 2                | Австралія (AUS)         | Томас Фрейзер-Голмс Девід Маккеон     |
| Олімпійський кваліфікаційний норматив – 1:47.97 | 2                | Бельгія (BEL)           | Гленн Сюргелосе Пітер Тіммерс         |
| Олімпійський кваліфікаційний норматив – 1:47.97 | 2                | Бразилія (BRA)          | Ніколас Олівейра Жуан де Лукка        |
| Олімпійський кваліфікаційний норматив – 1:47.97 | 2                | Китай (CHN)             | Шань Кеюань Сунь Ян                   |
| Олімпійський кваліфікаційний норматив – 1:47.97 | 2                | Франція (FRA)           | Яннік Аньєль Жеремі Страв'юс          |
| Олімпійський кваліфікаційний норматив – 1:47.97 | 2                | Німеччина (GER)         | Пауль Бідерманн Крістоф Фільдербрандт |
| Олімпійський кваліфікаційний норматив – 1:47.97 | 2                | Велика Британія (GBR)   | Джеймс Ґай Камерен Керл               |
| Олімпійський кваліфікаційний норматив – 1:47.97 | 2                | Угорщина (HUN)          | Петер Бернек Домінік Козма            |
| Олімпійський кваліфікаційний норматив – 1:47.97 | 2                | Італія (ITA)            | Марко Белотті Андреа Мітчелл Д'Арріго |
| Олімпійський кваліфікаційний норматив – 1:47.97 | 2                | Нідерланди (NED)        | Діон Дресенс Себастіан Версхюрен      |
| Олімпійський кваліфікаційний норматив – 1:47.97 | 2                | Польща (POL)            | Кацпер Майхшак Ян Світковський        |
| Олімпійський кваліфікаційний норматив – 1:47.97 | 2                | ПАР (RSA)               | Майлс Браун Чад ле Клос               |
| Олімпійський кваліфікаційний норматив – 1:47.97 | 2                | США (USA)               | Конор Дваєр Тавнлі Гаас               |
| Олімпійський кваліфікаційний норматив – 1:47.97 | 1                | Аргентина (ARG)         | Федеріко Грабіч                       |
| Олімпійський кваліфікаційний норматив – 1:47.97 | 1                | Австрія (AUT)           | Фелікс Аубек                          |
| Олімпійський кваліфікаційний норматив – 1:47.97 | 1                | Єгипет (EGY)            | Марван Ель-Камаш                      |
| Олімпійський кваліфікаційний норматив – 1:47.97 | 1                | Фінляндія (FIN)         | Матіас Коскі                          |
| Олімпійський кваліфікаційний норматив – 1:47.97 | 1                | Японія (JPN)            | Косуке Хаґіно                         |
| Олімпійський кваліфікаційний норматив – 1:47.97 | 1                | Малайзія (MAS)          | Велсон Сім                            |
| Олімпійський кваліфікаційний норматив – 1:47.97 | 1                | Нова Зеландія (NZL)     | Метью Стенлі                          |
| Олімпійський кваліфікаційний норматив – 1:47.97 | 1                | Росія (RUS)             | Олександр Красних                     |
| Олімпійський кваліфікаційний норматив – 1:47.97 | 1                | Сербія (SRB)            | Велімір Степанович                    |
| Олімпійський кваліфікаційний норматив – 1:47.97 | 1                | Південна Корея (KOR)    | Пак Тхе Хван                          |
| Олімпійський кваліфікаційний норматив – 1:47.97 | 1                | Венесуела (VEN)         | Крістіан Кінтеро                      |
| Норматив олімпійського відбору – 1:51.75        | 1                | Аруба (ARU)             | Мікель Шройдерс[b]                    |
| Норматив олімпійського відбору – 1:51.75        | 1                | Сальвадор (ESA)         | Марсело Акоста[a]                     |
| Норматив олімпійського відбору – 1:51.75        | 1                | Йорданія (JOR)          | Хадер Баклах[b]                       |
| Норматив олімпійського відбору – 1:51.75        | 1                | Молдова (MDA)           | Олексій Санков[b]                     |
| Норматив олімпійського відбору – 1:51.75        | 1                | Норвегія (NOR)          | Генрік Крістіансен[a]                 |
| Норматив олімпійського відбору – 1:51.75        | 1                | Швейцарія (SUI)         | Александр Гальдеман                   |
| Норматив олімпійського відбору – 1:51.75        | 1                | Туніс (TUN)             | Ахмед Матлуті[a]                      |
| Норматив олімпійського відбору – 1:51.75        | 1                | В'єтнам (VIE)           | Хоанг Куї Фиок[b]                     |
| Запрошення                                      | 1                | Антигуа і Барбуда (ANT) | Ноа Масколл-Гомес                     |
| Запрошення                                      | 1                | Ірак (IRQ)              | Бакр Аль-Дулаїмі                      |
| Запрошення                                      | 1                | Палестина (PLE)         | Ахмед Гебрель                         |
| Запрошення                                      | 1                | Самоа (SAM)             | Брендон Шустер                        |
| Загалом                                         | 49               |                         |                                       |

#### 400 метрів вільним стилем
| Кваліфікаційний стандарт                        | К-ть спортсменів | Країна                  | Спортсмени, що кваліфікувались         |
| ----------------------------------------------- | ---------------- | ----------------------- | -------------------------------------- |
| Олімпійський кваліфікаційний норматив – 3:50.44 | 2                | Австралія (AUS)         | Мак Гортон Девід Маккеон               |
| Олімпійський кваліфікаційний норматив – 3:50.44 | 2                | Австрія (AUT)           | Фелікс Аубек Давід Брандль             |
| Олімпійський кваліфікаційний норматив – 3:50.44 | 2                | Китай (CHN)             | Сунь Ян Цю Цзиао                       |
| Олімпійський кваліфікаційний норматив – 3:50.44 | 2                | Данія (DEN)             | Мадс Глеснер Антон Іпсен               |
| Олімпійський кваліфікаційний норматив – 3:50.44 | 2                | Єгипет (EGY)            | Ахмед Акрам Марван Ель-Камаш           |
| Олімпійський кваліфікаційний норматив – 3:50.44 | 2                | Німеччина (GER)         | Клеменс Рапп Флоріан Фогель            |
| Олімпійський кваліфікаційний норматив – 3:50.44 | 2                | Велика Британія (GBR)   | Джеймс Ґай Стівен Мілн                 |
| Олімпійський кваліфікаційний норматив – 3:50.44 | 2                | Угорщина (HUN)          | Петер Бернек Гердьо Кіш                |
| Олімпійський кваліфікаційний норматив – 3:50.44 | 2                | Нова Зеландія (NZL)     | Метью Гатчінс Метью Стенлі             |
| Олімпійський кваліфікаційний норматив – 3:50.44 | 2                | Польща (POL)            | Войцех Войдак Філіп Заборовський       |
| Олімпійський кваліфікаційний норматив – 3:50.44 | 2                | Росія (RUS)             | В'ячеслав Андрусенко Олександр Красних |
| Олімпійський кваліфікаційний норматив – 3:50.44 | 2                | США (USA)               | Конор Дваєр Коннор Джегер              |
| Олімпійський кваліфікаційний норматив – 3:50.44 | 1                | Бразилія (BRA)          | Луїс Алтамір Мело                      |
| Олімпійський кваліфікаційний норматив – 3:50.44 | 1                | Канада (CAN)            | Раян Кокрейн                           |
| Олімпійський кваліфікаційний норматив – 3:50.44 | 1                | Чехія (CZE)             | Ян Міцка                               |
| Олімпійський кваліфікаційний норматив – 3:50.44 | 1                | Фінляндія (FIN)         | Матіас Коскі                           |
| Олімпійський кваліфікаційний норматив – 3:50.44 | 1                | Франція (FRA)           | Жордан Потен                           |
| Олімпійський кваліфікаційний норматив – 3:50.44 | 1                | Італія (ITA)            | Габріеле Детті                         |
| Олімпійський кваліфікаційний норматив – 3:50.44 | 1                | Японія (JPN)            | Найто Ехара                            |
| Олімпійський кваліфікаційний норматив – 3:50.44 | 1                | Малайзія (MAS)          | Велсон Сім                             |
| Олімпійський кваліфікаційний норматив – 3:50.44 | 1                | Нідерланди (NED)        | Мартен Бжосковський                    |
| Олімпійський кваліфікаційний норматив – 3:50.44 | 1                | Норвегія (NOR)          | Генрік Крістіансен                     |
| Олімпійський кваліфікаційний норматив – 3:50.44 | 1                | Сербія (SRB)            | Велімір Степанович                     |
| Олімпійський кваліфікаційний норматив – 3:50.44 | 1                | ПАР (RSA)               | Майлс Браун                            |
| Олімпійський кваліфікаційний норматив – 3:50.44 | 1                | Південна Корея (KOR)    | Пак Тхе Хван                           |
| Олімпійський кваліфікаційний норматив – 3:50.44 | 1                | Іспанія (ESP)           | Мігель Дуран                           |
| Олімпійський кваліфікаційний норматив – 3:50.44 | 1                | Туніс (TUN)             | Ахмед Матлуті                          |
| Олімпійський кваліфікаційний норматив – 3:50.44 | 1                | Туреччина (TUR)         | Незір Карап                            |
| Норматив олімпійського відбору – 3:58.51        | 1                | Барбадос (BAR)          | Алекс Соберс[b]                        |
| Норматив олімпійського відбору – 3:58.51        | 1                | Сальвадор (ESA)         | Марсело Акоста[a]                      |
| Норматив олімпійського відбору – 3:58.51        | 1                | Грузія (GEO)            | Іраклій Ревішвілі[b]                   |
| Норматив олімпійського відбору – 3:58.51        | 1                | Греція (GRE)            | Дімітріос Дімітріу                     |
| Норматив олімпійського відбору – 3:58.51        | 1                | Філіппіни (PHI)         | Джессі Лакуна[b]                       |
| Норматив олімпійського відбору – 3:58.51        | 1                | Венесуела (VEN)         | Крістіан Кінтеро[a]                    |
| Запрошення                                      | 1                | Андорра (AND)           | Поль Аріас                             |
| Запрошення                                      | 1                | Кайманові Острови (CAY) | Джеффрі Батлер                         |
| Запрошення                                      | 1                | Кіпр (CYP)              | Яковос Хаджиконстантіну                |
| Запрошення                                      | 1                | Пакистан (PAK)          | Харіс Банді                            |
| Загалом                                         | 50               |                         |                                        |

#### 1500 метрів вільним стилем
| Кваліфікаційний стандарт                         | К-ть спортсменів | Країна                     | Спортсмени, що кваліфікувались       |
| ------------------------------------------------ | ---------------- | -------------------------- | ------------------------------------ |
| Олімпійський кваліфікаційний норматив – 15:14.77 | 2                | Австралія (AUS)            | Мак Гортон Джек Маклафлін            |
| Олімпійський кваліфікаційний норматив – 15:14.77 | 2                | Бразилія (BRA)             | Брандонн Алмейда Мігель Валенте      |
| Олімпійський кваліфікаційний норматив – 15:14.77 | 2                | Китай (CHN)                | Цю Цзиао Сунь Ян                     |
| Олімпійський кваліфікаційний норматив – 15:14.77 | 2                | Данія (DEN)                | Антон Іпсен Пал Йонсен               |
| Олімпійський кваліфікаційний норматив – 15:14.77 | 2                | Франція (FRA)              | Ніколя Д'Оріано Дам'єн Жолі          |
| Олімпійський кваліфікаційний норматив – 15:14.77 | 2                | Велика Британія (GBR)      | Стівен Мілн Тімоті Шаттлворт         |
| Олімпійський кваліфікаційний норматив – 15:14.77 | 2                | Угорщина (HUN)             | Гергелі Дьюрта Кріштоф Рашовскі      |
| Олімпійський кваліфікаційний норматив – 15:14.77 | 2                | Італія (ITA)               | Габріеле Детті Грегоріо Пальтріньєрі |
| Олімпійський кваліфікаційний норматив – 15:14.77 | 2                | Польща (POL)               | Матеуш Савримовіч Войцех Войдак      |
| Олімпійський кваліфікаційний норматив – 15:14.77 | 2                | Росія (RUS)                | Іллі Дружинін Ярослав Потапов        |
| Олімпійський кваліфікаційний норматив – 15:14.77 | 2                | Іспанія (ESP)              | Антоніо Арройо Марк Санчес           |
| Олімпійський кваліфікаційний норматив – 15:14.77 | 2                | Україна (UKR)              | Сергій Фролов Михайло Романчук       |
| Олімпійський кваліфікаційний норматив – 15:14.77 | 2                | США (USA)                  | Коннор Джегер Джордан Вілімовскі     |
| Олімпійський кваліфікаційний норматив – 15:14.77 | 1                | Аргентина (ARG)            | Мартін Каррісо Мартін Найдіч         |
| Олімпійський кваліфікаційний норматив – 15:14.77 | 1                | Австрія (AUT)              | Фелікс Аубек                         |
| Олімпійський кваліфікаційний норматив – 15:14.77 | 1                | Канада (CAN)               | Раян Кокрейн                         |
| Олімпійський кваліфікаційний норматив – 15:14.77 | 1                | Чехія (CZE)                | Ян Міцка                             |
| Олімпійський кваліфікаційний норматив – 15:14.77 | 1                | Еквадор (ECU)              | Естебан Ендеріка                     |
| Олімпійський кваліфікаційний норматив – 15:14.77 | 1                | Єгипет (EGY)               | Ахмед Акрам                          |
| Олімпійський кваліфікаційний норматив – 15:14.77 | 1                | Сальвадор (ESA)            | Марсело Акоста                       |
| Олімпійський кваліфікаційний норматив – 15:14.77 | 1                | Німеччина (GER)            | Флоріан Веллброк                     |
| Олімпійський кваліфікаційний норматив – 15:14.77 | 1                | Мексика (MEX)              | Рікардо Варгас                       |
| Олімпійський кваліфікаційний норматив – 15:14.77 | 1                | Норвегія (NOR)             | Генрік Крістіансен                   |
| Олімпійський кваліфікаційний норматив – 15:14.77 | 1                | Словаччина (SVK)           | Ріхард Надь                          |
| Олімпійський кваліфікаційний норматив – 15:14.77 | 1                | ПАР (RSA)                  | Меттью Маєр                          |
| Олімпійський кваліфікаційний норматив – 15:14.77 | 1                | Південна Корея (KOR)       | Пак Тхе Хван                         |
| Олімпійський кваліфікаційний норматив – 15:14.77 | 1                | Туніс (TUN)                | Уссама Меллулі                       |
| Норматив олімпійського відбору – 15:46.79        | 1                | Боснія і Герцеговина (BIH) | Міхайло Черпкало[b]                  |
| Норматив олімпійського відбору – 15:46.79        | 1                | Чилі (CHI)                 | Феліпе Тапія[b]                      |
| Норматив олімпійського відбору – 15:46.79        | 1                | Острови Кука (COK)         | Веслі Робертс[b]                     |
| Норматив олімпійського відбору – 15:46.79        | 1                | Малайзія (MAS)             | Велсон Сім[a]                        |
| Норматив олімпійського відбору – 15:46.79        | 1                | Нова Зеландія (NZL)        | Метью Гатчінс[a]                     |
| Норматив олімпійського відбору – 15:46.79        | 1                | Словенія (SLO)             | Мартін Бау                           |
| Запрошення                                       | 0                | —                          | —                                    |
| Загалом                                          | 46               |                            |                                      |

#### 100 метрів на спині
| Кваліфікаційний стандарт                      | К-ть спортсменів | Країна                           | Спортсмени, що кваліфікувались    |
| --------------------------------------------- | ---------------- | -------------------------------- | --------------------------------- |
| Олімпійський кваліфікаційний норматив – 54.36 | 2                | Австралія (AUS)                  | Джош Бівер Мітч Ларкін            |
| Олімпійський кваліфікаційний норматив – 54.36 | 2                | Білорусь (BLR)                   | Віктор Стаселович Микита Цмих     |
| Олімпійський кваліфікаційний норматив – 54.36 | 2                | Китай (CHN)                      | Лі Гуан'юань Сюй Цзяюй            |
| Олімпійський кваліфікаційний норматив – 54.36 | 2                | Японія (JPN)                     | Дзюніа Хасеґава Рьосуке Іріє      |
| Олімпійський кваліфікаційний норматив – 54.36 | 2                | Польща (POL)                     | Радослав Кавенцький Томаш Полевка |
| Олімпійський кваліфікаційний норматив – 54.36 | 2                | Росія (RUS)                      | Євген Рилов Григорій Тарасевич    |
| Олімпійський кваліфікаційний норматив – 54.36 | 2                | США (USA)                        | Раян Мерфі Девід Пламмер          |
| Олімпійський кваліфікаційний норматив – 54.36 | 1                | Бразилія (BRA)                   | Гільєрме Гвідо                    |
| Олімпійський кваліфікаційний норматив – 54.36 | 1                | Канада (CAN)                     | Хав'єр Асеведо                    |
| Олімпійський кваліфікаційний норматив – 54.36 | 1                | Франція (FRA)                    | Каміль Лакур                      |
| Олімпійський кваліфікаційний норматив – 54.36 | 1                | Німеччина (GER)                  | Ян-Філіп Гланія                   |
| Олімпійський кваліфікаційний норматив – 54.36 | 1                | Велика Британія (GBR)            | Кріс Вокер-Гебборн                |
| Олімпійський кваліфікаційний норматив – 54.36 | 1                | Греція (GRE)                     | Апостолос Хрістоу                 |
| Олімпійський кваліфікаційний норматив – 54.36 | 1                | Угорщина (HUN)                   | Габор Балог                       |
| Олімпійський кваліфікаційний норматив – 54.36 | 1                | Ірландія (IRL)                   | Шейн Раян                         |
| Олімпійський кваліфікаційний норматив – 54.36 | 1                | Ізраїль (ISR)                    | Яків Тумаркін                     |
| Олімпійський кваліфікаційний норматив – 54.36 | 1                | Італія (ITA)                     | Сімоне Саббіоні                   |
| Олімпійський кваліфікаційний норматив – 54.36 | 1                | Литва (LTU)                      | Данас Рапшис                      |
| Олімпійський кваліфікаційний норматив – 54.36 | 1                | Нова Зеландія (NZL)              | Корі Мейн                         |
| Олімпійський кваліфікаційний норматив – 54.36 | 1                | Румунія (ROU)                    | Роберт Глінце                     |
| Олімпійський кваліфікаційний норматив – 54.36 | 1                | Сінгапур (SIN)                   | Ке Чженвень                       |
| Олімпійський кваліфікаційний норматив – 54.36 | 1                | ПАР (RSA)                        | Крістофер Рейд                    |
| Норматив олімпійського відбору – 56.26        | 1                | Ямайка (JAM)                     | Тімоті Вінтер[b]                  |
| Норматив олімпійського відбору – 56.26        | 1                | Південна Корея (KOR)             | Вон Ян Цзюн                       |
| Норматив олімпійського відбору – 56.26        | 1                | Іспанія (ESP)                    | Уго Гонсалес[a]                   |
| Норматив олімпійського відбору – 56.26        | 1                | Венесуела (VEN)                  | Альберт Субіратс[a]               |
| Запрошення                                    | 1                | Ботсвана (BOT)                   | Давід ван дер Кольфф              |
| Запрошення                                    | 1                | Кенія (KEN)                      | Хамдан Баюсуф                     |
| Запрошення                                    | 1                | Марокко (MAR)                    | Дрісс Лахрічі                     |
| Запрошення                                    | 1                | Катар (QAT)                      | Ноа Аль-Хулайфі                   |
| Запрошення                                    | 1                | Туркменістан (TKM)               | Мердан Атаєв                      |
| Запрошення                                    | 1                | Об'єднані Арабські Емірати (UAE) | Якуб Аль-Сааді                    |
| Загалом                                       | 39               |                                  |                                   |

#### 200 метрів на спині
| Кваліфікаційний стандарт                        | К-ть спортсменів | Країна                                | Спортсмени, що кваліфікувались |
| ----------------------------------------------- | ---------------- | ------------------------------------- | ------------------------------ |
| Олімпійський кваліфікаційний норматив – 1:58.22 | 2                | Австралія (AUS)                       | Джош Бівер Мітч Ларкін         |
| Олімпійський кваліфікаційний норматив – 1:58.22 | 2                | Китай (CHN)                           | Лі Гуан'юань Сюй Цзяюй         |
| Олімпійський кваліфікаційний норматив – 1:58.22 | 2                | Німеччина (GER)                       | Крістіан Дінер Ян-Філіп Гланія |
| Олімпійський кваліфікаційний норматив – 1:58.22 | 2                | Угорщина (HUN)                        | Давід Фолдхазі Адам Телегді    |
| Олімпійський кваліфікаційний норматив – 1:58.22 | 2                | Японія (JPN)                          | Рьосуке Іріє Масакі Канеко     |
| Олімпійський кваліфікаційний норматив – 1:58.22 | 2                | Росія (RUS)                           | Євген Рилов Андрій Шабасов     |
| Олімпійський кваліфікаційний норматив – 1:58.22 | 2                | США (USA)                             | Раян Мерфі Джейкоб Пеблі       |
| Олімпійський кваліфікаційний норматив – 1:58.22 | 1                | Білорусь (BLR)                        | Микита Цмих                    |
| Олімпійський кваліфікаційний норматив – 1:58.22 | 1                | Бразилія (BRA)                        | Леонардо де Деус               |
| Олімпійський кваліфікаційний норматив – 1:58.22 | 1                | Греція (GRE)                          | Апостолос Хрістоу              |
| Олімпійський кваліфікаційний норматив – 1:58.22 | 1                | Ізраїль (ISR)                         | Яків Тумаркін                  |
| Олімпійський кваліфікаційний норматив – 1:58.22 | 1                | Литва (LTU)                           | Данас Рапшис                   |
| Олімпійський кваліфікаційний норматив – 1:58.22 | 1                | Нова Зеландія (NZL)                   | Корі Мейн                      |
| Олімпійський кваліфікаційний норматив – 1:58.22 | 1                | Польща (POL)                          | Радослав Кавенцький            |
| Олімпійський кваліфікаційний норматив – 1:58.22 | 1                | Іспанія (ESP)                         | Hugo González                  |
| Норматив олімпійського відбору – 2:02.36        | 1                | Колумбія (COL)                        | Омар Пінзон                    |
| Норматив олімпійського відбору – 2:02.36        | 1                | Румунія (ROU)                         | Роберт Глінце[a]               |
| Норматив олімпійського відбору – 2:02.36        | 1                | Американські Віргінські Острови (ISV) | Рексфорд Тулліус[b]            |
| Запрошення                                      | 1                | Азербайджан (AZE)                     | Борис Кириллов                 |
| Загалом                                         | 26               |                                       |                                |

#### 100 метрів брасом
| Кваліфікаційний стандарт                        | К-ть спортсменів | Країна                  | Спортсмени, що кваліфікувались        |
| ----------------------------------------------- | ---------------- | ----------------------- | ------------------------------------- |
| Олімпійський кваліфікаційний норматив – 1:00.57 | 2                | Австралія (AUS)         | Джейк Паккард Джошуа Палмер           |
| Олімпійський кваліфікаційний норматив – 1:00.57 | 2                | Бразилія (BRA)          | Феліпе Франса Сілва Жоан Гомес Жуніор |
| Олімпійський кваліфікаційний норматив – 1:00.57 | 2                | Китай (CHN)             | Лі Сян Ян Цзібей                      |
| Олімпійський кваліфікаційний норматив – 1:00.57 | 2                | Велика Британія (GBR)   | Адам Піті Росс Мердок                 |
| Олімпійський кваліфікаційний норматив – 1:00.57 | 2                | Японія (JPN)            | Ясухіро Косекі Іппей Ватанабе         |
| Олімпійський кваліфікаційний норматив – 1:00.57 | 2                | Литва (LTU)             | Андрюс Шідлаускас Гедрюс Тітяніс      |
| Олімпійський кваліфікаційний норматив – 1:00.57 | 2                | Росія (RUS)             | Кирило Пригода Всеволод Занько        |
| Олімпійський кваліфікаційний норматив – 1:00.57 | 2                | США (USA)               | Кевін Кордес Коді Міллер              |
| Олімпійський кваліфікаційний норматив – 1:00.57 | 1                | Колумбія (COL)          | Хорхе Мурільйо                        |
| Олімпійський кваліфікаційний норматив – 1:00.57 | 1                | Німеччина (GER)         | Крістіан фон Лем                      |
| Олімпійський кваліфікаційний норматив – 1:00.57 | 1                | Греція (GRE)            | Панайотіс Самілідіс                   |
| Олімпійський кваліфікаційний норматив – 1:00.57 | 1                | Угорщина (HUN)          | Даніел Дьюрта                         |
| Олімпійський кваліфікаційний норматив – 1:00.57 | 1                | Ісландія (ISL)          | Антон Свейн Маккі                     |
| Олімпійський кваліфікаційний норматив – 1:00.57 | 1                | Італія (ITA)            | Андреа Тоніато                        |
| Олімпійський кваліфікаційний норматив – 1:00.57 | 1                | Казахстан (KAZ)         | Дмитро Баландін                       |
| Олімпійський кваліфікаційний норматив – 1:00.57 | 1                | Нова Зеландія (NZL)     | Гленн Снайдерс                        |
| Олімпійський кваліфікаційний норматив – 1:00.57 | 1                | Польща (POL)            | Марцін Столярський                    |
| Олімпійський кваліфікаційний норматив – 1:00.57 | 1                | Сербія (SRB)            | Чаба Сіладі                           |
| Олімпійський кваліфікаційний норматив – 1:00.57 | 1                | Словаччина (SVK)        | Томаш Клобучнік                       |
| Олімпійський кваліфікаційний норматив – 1:00.57 | 1                | Словенія (SLO)          | Дамір Дугонджич                       |
| Олімпійський кваліфікаційний норматив – 1:00.57 | 1                | ПАР (RSA)               | Камерон ван дер Бург                  |
| Норматив олімпійського відбору – 1:02.69        | 1                | Багамські Острови (BAH) | Дастін Тінес[b]                       |
| Норматив олімпійського відбору – 1:02.69        | 1                | Канада (CAN)            | Джейсон Блок                          |
| Норматив олімпійського відбору – 1:02.69        | 1                | Фінляндія (FIN)         | Матті Маттссон[a]                     |
| Норматив олімпійського відбору – 1:02.69        | 1                | Ірландія (IRL)          | Ніколас Квінн[a]                      |
| Норматив олімпійського відбору – 1:02.69        | 1                | Люксембург (LUX)        | Лоран Карноль[a]                      |
| Норматив олімпійського відбору – 1:02.69        | 1                | Панама (PAN)            | Едгар Креспо[b]                       |
| Норматив олімпійського відбору – 1:02.69        | 1                | Швейцарія (SUI)         | Яннік Кесер[a]                        |
| Норматив олімпійського відбору – 1:02.69        | 1                | Швеція (SWE)            | Ерік Перссон[a]                       |
| Норматив олімпійського відбору – 1:02.69        | 1                | Сирія (SYR)             | Азад Аль-Баразі[b]                    |
| Норматив олімпійського відбору – 1:02.69        | 1                | Таїланд (THA)           | Радоміос Матджіур[b]                  |
| Норматив олімпійського відбору – 1:02.69        | 1                | Уругвай (URU)           | Мартін Мелконян[b]                    |
| Норматив олімпійського відбору – 1:02.69        | 1                | Узбекистан (UZB)        | Владислав Мустафін[b]                 |
| Норматив олімпійського відбору – 1:02.69        | 1                | Венесуела (VEN)         | Карлос Клавері[a]                     |
| Запрошення                                      | 1                | Бермуди (BER)           | Джуліан Флетчер                       |
| Запрошення                                      | 1                | Гренада (GRN)           | Корі Оллів'єрр                        |
| Запрошення                                      | 1                | Гуам (GUM)              | Бенджамін Шульте                      |
| Запрошення                                      | 1                | Тонга (TGA)             | Аміні Фонуа                           |
| Загалом                                         | 46               |                         |                                       |

#### 200 метрів брасом
| Кваліфікаційний стандарт                        | К-ть спортсменів | Країна                  | Спортсмени, що кваліфікувались        |
| ----------------------------------------------- | ---------------- | ----------------------- | ------------------------------------- |
| Олімпійський кваліфікаційний норматив – 2:11.66 | 2                | Бразилія (BRA)          | Талес Сердейра Тіаго Сімон            |
| Олімпійський кваліфікаційний норматив – 2:11.66 | 2                | Китай (CHN)             | Лі Сян Мао Фейлян                     |
| Олімпійський кваліфікаційний норматив – 2:11.66 | 2                | Велика Британія (GBR)   | Крейг Бенсон Ендрю Вілліс             |
| Олімпійський кваліфікаційний норматив – 2:11.66 | 2                | Греція (GRE)            | Дімітріос Кулуріс Панайотіс Самілідіс |
| Олімпійський кваліфікаційний норматив – 2:11.66 | 2                | Угорщина (HUN)          | Даніел Дьюрта Давід Хорват*           |
| Олімпійський кваліфікаційний норматив – 2:11.66 | 2                | Японія (JPN)            | Ясухіро Косекі Іппей Ватанабе         |
| Олімпійський кваліфікаційний норматив – 2:11.66 | 2                | Росія (RUS)             | Антон Чупков Ілля Хоменко             |
| Олімпійський кваліфікаційний норматив – 2:11.66 | 2                | ПАР (RSA)               | Джерред Краус Камерон ван дер Бург    |
| Олімпійський кваліфікаційний норматив – 2:11.66 | 2                | США (USA)               | Кевін Кордес Джош Прено               |
| Олімпійський кваліфікаційний норматив – 2:11.66 | 1                | Канада (CAN)            | Ештон Бауманн                         |
| Олімпійський кваліфікаційний норматив – 2:11.66 | 1                | Колумбія (COL)          | Хорхе Мурільйо                        |
| Олімпійський кваліфікаційний норматив – 2:11.66 | 1                | Фінляндія (FIN)         | Матті Маттссон                        |
| Олімпійський кваліфікаційний норматив – 2:11.66 | 1                | Німеччина (GER)         | Марко Кох                             |
| Олімпійський кваліфікаційний норматив – 2:11.66 | 1                | Ісландія (ISL)          | Антон Свейн Маккі                     |
| Олімпійський кваліфікаційний норматив – 2:11.66 | 1                | Ірландія (IRL)          | Ніколас Квінн                         |
| Олімпійський кваліфікаційний норматив – 2:11.66 | 1                | Італія (ITA)            | Лука Піцціні                          |
| Олімпійський кваліфікаційний норматив – 2:11.66 | 1                | Казахстан (KAZ)         | Дмитро Баландін                       |
| Олімпійський кваліфікаційний норматив – 2:11.66 | 1                | Литва (LTU)             | Гедрюс Тітяніс                        |
| Олімпійський кваліфікаційний норматив – 2:11.66 | 1                | Люксембург (LUX)        | Лоран Карноль                         |
| Олімпійський кваліфікаційний норматив – 2:11.66 | 1                | Південна Корея (KOR)    | Чой Кю Вун                            |
| Олімпійський кваліфікаційний норматив – 2:11.66 | 1                | Швеція (SWE)            | Ерік Перссон                          |
| Олімпійський кваліфікаційний норматив – 2:11.66 | 1                | Швейцарія (SUI)         | Яннік Кесер                           |
| Олімпійський кваліфікаційний норматив – 2:11.66 | 1                | Україна (UKR)           | Дмитро Оселедець                      |
| Олімпійський кваліфікаційний норматив – 2:11.66 | 1                | Венесуела (VEN)         | Карлос Клавері                        |
| Норматив олімпійського відбору – 2:16.27        | 1                | Бельгія (BEL)           | Бастен Каертс                         |
| Норматив олімпійського відбору – 2:16.27        | 1                | Китайський Тайбей (TPE) | Лі Хсюан Єн[b]                        |
| Норматив олімпійського відбору – 2:16.27        | 1                | Естонія (EST)           | Мартін Аллікві[b]                     |
| Норматив олімпійського відбору – 2:16.27        | 1                | Нова Зеландія (NZL)     | Гленн Снайдерс[a]                     |
| Запрошення                                      | 1                | Киргизстан (KGZ)        | Денис Петрашов                        |
| Запрошення                                      | 1                | Іран (IRI)              | Ар'я Насімі Шад                       |
| Загалом                                         | 39               |                         |                                       |

#### 100 метрів батерфляєм
| Кваліфікаційний стандарт                      | К-ть спортсменів | Країна                  | Спортсмени, що кваліфікувались      |
| --------------------------------------------- | ---------------- | ----------------------- | ----------------------------------- |
| Олімпійський кваліфікаційний норматив – 52.36 | 2                | Австралія (AUS)         | Грант Ірвайн Девід Морган           |
| Олімпійський кваліфікаційний норматив – 52.36 | 2                | Білорусь (BLR)          | Павло Санкович Євген Цуркін         |
| Олімпійський кваліфікаційний норматив – 52.36 | 2                | Бразилія (BRA)          | Маркуш Машеду Енріке Мартінс        |
| Олімпійський кваліфікаційний норматив – 52.36 | 2                | Китай (CHN)             | Лі Чжухао Чжан Цібінь               |
| Олімпійський кваліфікаційний норматив – 52.36 | 2                | Франція (FRA)           | Мегді Метелла Жеремі Страв'юс       |
| Олімпійський кваліфікаційний норматив – 52.36 | 2                | Угорщина (HUN)          | Ласло Чех Бенце Пулаі               |
| Олімпійський кваліфікаційний норматив – 52.36 | 2                | Італія (ITA)            | П'єро Кодіа Маттео Ріволта          |
| Олімпійський кваліфікаційний норматив – 52.36 | 2                | Польща (POL)            | Конрад Черняк Павел Коженьовський   |
| Олімпійський кваліфікаційний норматив – 52.36 | 2                | Росія (RUS)             | Євген Коптєлов Олександр Садовніков |
| Олімпійський кваліфікаційний норматив – 52.36 | 2                | Сінгапур (SIN)          | Ке Чженвень Джозеф Скулінг          |
| Олімпійський кваліфікаційний норматив – 52.36 | 2                | США (USA)               | Майкл Фелпс Том Шілдс               |
| Олімпійський кваліфікаційний норматив – 52.36 | 1                | Аргентина (ARG)         | Сантьяго Грассі                     |
| Олімпійський кваліфікаційний норматив – 52.36 | 1                | Німеччина (GER)         | Штеффен Дайблер                     |
| Олімпійський кваліфікаційний норматив – 52.36 | 1                | Велика Британія (GBR)   | Джеймс Ґай                          |
| Олімпійський кваліфікаційний норматив – 52.36 | 1                | Гватемала (GUA)         | Луїс Мартінес                       |
| Олімпійський кваліфікаційний норматив – 52.36 | 1                | Японія (JPN)            | Такуро Фудзі                        |
| Олімпійський кваліфікаційний норматив – 52.36 | 1                | Мексика (MEX)           | Лонг Юань Гутієррес                 |
| Олімпійський кваліфікаційний норматив – 52.36 | 1                | Нідерланди (NED)        | Йорі Верлінден                      |
| Олімпійський кваліфікаційний норматив – 52.36 | 1                | ПАР (RSA)               | Чад ле Клос                         |
| Олімпійський кваліфікаційний норматив – 52.36 | 1                | Україна (UKR)           | Любомир Лемешко                     |
| Олімпійський кваліфікаційний норматив – 52.36 | 1                | Венесуела (VEN)         | Альберт Субіратс                    |
| Норматив олімпійського відбору – 54.19        | 1                | Канада (CAN)            | Санто Кондореллі[a]                 |
| Норматив олімпійського відбору – 54.19        | 1                | Індонезія (INA)         | Гленн Віктор Сутанто                |
| Норматив олімпійського відбору – 54.19        | 1                | Папуа Нова Гвінея (PNG) | Раян Піні[b]                        |
| Запрошення                                    | 1                | Гаяна (GUY)             | Ганнібал Гаскін                     |
| Запрошення                                    | 1                | Гондурас (HON)          | Аллан Гутієррес                     |
| Запрошення                                    | 1                | Кувейт (KUW)            | Аббас Калі                          |
| Запрошення                                    | 1                | Мадагаскар (MAD)        | Антонні Сітрака Ралефі              |
| Запрошення                                    | 1                | Малі (MLI)              | Умар Туре                           |
| Запрошення                                    | 1                | М'янма (MYA)            | Тінт Мяат                           |
| Запрошення                                    | 1                | Команда біженців (ROA)  | Рамі Аніс                           |
| Запрошення                                    | 1                | Замбія (ZAM)            | Ральф Говея                         |
| Загалом                                       | 43               |                         |                                     |

#### 200 метрів батерфляєм
| Кваліфікаційний стандарт                        | К-ть спортсменів | Країна              | Спортсмени, що кваліфікувались   |
| ----------------------------------------------- | ---------------- | ------------------- | -------------------------------- |
| Олімпійський кваліфікаційний норматив – 1:56.97 | 2                | Австралія (AUS)     | Грант Ірвайн Девід Морган        |
| Олімпійський кваліфікаційний норматив – 1:56.97 | 2                | Бразилія (BRA)      | Кайо де Алмейда Леонардо де Деус |
| Олімпійський кваліфікаційний норматив – 1:56.97 | 2                | Китай (CHN)         | Лі Чжухао У Юхань                |
| Олімпійський кваліфікаційний норматив – 1:56.97 | 2                | Угорщина (HUN)      | Ласло Чех Тамаш Кендереші        |
| Олімпійський кваліфікаційний норматив – 1:56.97 | 2                | Японія (JPN)        | Масато Сакаї Дайя Сето           |
| Олімпійський кваліфікаційний норматив – 1:56.97 | 2                | Росія (RUS)         | Євген Коптєлов Данило Пахомов    |
| Олімпійський кваліфікаційний норматив – 1:56.97 | 2                | США (USA)           | Майкл Фелпс Том Шілдс            |
| Олімпійський кваліфікаційний норматив – 1:56.97 | 1                | Бельгія (BEL)       | Луї Кроенен                      |
| Олімпійський кваліфікаційний норматив – 1:56.97 | 1                | Колумбія (COL)      | Джонатан Гомес                   |
| Олімпійський кваліфікаційний норматив – 1:56.97 | 1                | Данія (DEN)         | Віктор Бромер                    |
| Олімпійський кваліфікаційний норматив – 1:56.97 | 1                | Франція (FRA)       | Жордан Коельйо                   |
| Олімпійський кваліфікаційний норматив – 1:56.97 | 1                | Греція (GRE)        | Стефанос Дімітріадіс             |
| Олімпійський кваліфікаційний норматив – 1:56.97 | 1                | Польща (POL)        | Ян Світковський                  |
| Олімпійський кваліфікаційний норматив – 1:56.97 | 1                | Сінгапур (SIN)      | Ке Чженвень                      |
| Олімпійський кваліфікаційний норматив – 1:56.97 | 1                | ПАР (RSA)           | Чад ле Клос                      |
| Олімпійський кваліфікаційний норматив – 1:56.97 | 1                | Іспанія (ESP)       | Карлос Перальта                  |
| Норматив олімпійського відбору – 2:01.06        | 1                | Індія (IND)         | Саджан Пракаш[b]                 |
| Норматив олімпійського відбору – 2:01.06        | 1                | Ізраїль (ISR)       | Гал Нево[a]                      |
| Норматив олімпійського відбору – 2:01.06        | 1                | Нова Зеландія (NZL) | Бредлі Ешбі[a]                   |
| Норматив олімпійського відбору – 2:01.06        | 1                | Словенія (SLO)      | Роберт Жбогар                    |
| Норматив олімпійського відбору – 2:01.06        | 1                | Швеція (SWE)        | Сімон Шедін[a]                   |
| Запрошення                                      | 0                | —                   | —                                |
| Загалом                                         | 28               |                     |                                  |

#### 200 метрів комплексом
| Кваліфікаційний стандарт                        | К-ть спортсменів | Країна                   | Спортсмени, що кваліфікувались    |
| ----------------------------------------------- | ---------------- | ------------------------ | --------------------------------- |
| Олімпійський кваліфікаційний норматив – 2:00.28 | 2                | Австралія (AUS)          | Томас Фрейзер-Голмс Тревіс Магоні |
| Олімпійський кваліфікаційний норматив – 2:00.28 | 2                | Бразилія (BRA)           | Тьяго Перейра Енріке Родрігес     |
| Олімпійський кваліфікаційний норматив – 2:00.28 | 2                | Китай (CHN)              | Ху Їсюань Ван Шунь                |
| Олімпійський кваліфікаційний норматив – 2:00.28 | 2                | Велика Британія (GBR)    | Ієн Ллойд Деніел Воллас           |
| Олімпійський кваліфікаційний норматив – 2:00.28 | 2                | Японія (JPN)             | Фудзіморі Хіромаса Косуке Хаґіно  |
| Олімпійський кваліфікаційний норматив – 2:00.28 | 2                | Португалія (POR)         | Діого Карвалью Алексіс Сантуш     |
| Олімпійський кваліфікаційний норматив – 2:00.28 | 2                | США (USA)                | Раян Лохте Майкл Фелпс            |
| Олімпійський кваліфікаційний норматив – 2:00.28 | 1                | Бельгія (BEL)            | Еммануель Ванлюшен                |
| Олімпійський кваліфікаційний норматив – 2:00.28 | 1                | Єгипет (EGY)             | Мохамед Хуссейн                   |
| Олімпійський кваліфікаційний норматив – 2:00.28 | 1                | Німеччина (GER)          | Філіп Хайнц                       |
| Олімпійський кваліфікаційний норматив – 2:00.28 | 1                | Греція (GRE)             | Андреас Вазайос                   |
| Олімпійський кваліфікаційний норматив – 2:00.28 | 1                | Угорщина (HUN)           | Давид Веррасто                    |
| Олімпійський кваліфікаційний норматив – 2:00.28 | 1                | Ізраїль (ISR)            | Гал Нево                          |
| Олімпійський кваліфікаційний норматив – 2:00.28 | 1                | Італія (ITA)             | Федеріко Турріні                  |
| Олімпійський кваліфікаційний норматив – 2:00.28 | 1                | Люксембург (LUX)         | Рафаель Стаккіотті                |
| Олімпійський кваліфікаційний норматив – 2:00.28 | 1                | Нова Зеландія (NZL)      | Бредлі Ешбі                       |
| Олімпійський кваліфікаційний норматив – 2:00.28 | 1                | Росія (RUS)              | Семен Макович                     |
| Олімпійський кваліфікаційний норматив – 2:00.28 | 1                | Іспанія (ESP)            | Едуардо Солаече                   |
| Олімпійський кваліфікаційний норматив – 2:00.28 | 1                | Швеція (SWE)             | Сімон Шедін                       |
| Олімпійський кваліфікаційний норматив – 2:00.28 | 1                | Швейцарія (SUI)          | Жеремі Депланш                    |
| Норматив олімпійського відбору – 2:04.39        | 1                | Латвія (LAT)             | Увіс Калниньш                     |
| Норматив олімпійського відбору – 2:04.39        | 1                | Північна Македонія (MKD) | Марко Блажевскі[b]                |
| Норматив олімпійського відбору – 2:04.39        | 1                | Туніс (TUN)              | Ахмед Матлуті[a]                  |
| Запрошення                                      | 0                | —                        | —                                 |
| Загалом                                         | 30               |                          |                                   |

#### 400 метрів комплексом
| Кваліфікаційний стандарт                        | К-ть спортсменів | Країна                | Спортсмени, що кваліфікувались    |
| ----------------------------------------------- | ---------------- | --------------------- | --------------------------------- |
| Олімпійський кваліфікаційний норматив – 4:16.71 | 2                | Австралія (AUS)       | Томас Фрейзер-Голмс Тревіс Магоні |
| Олімпійський кваліфікаційний норматив – 4:16.71 | 2                | Німеччина (GER)       | Якоб Хайдтманн Йоганнес Гінце     |
| Олімпійський кваліфікаційний норматив – 4:16.71 | 2                | Угорщина (HUN)        | Гергелі Дьюрта Давид Веррасто     |
| Олімпійський кваліфікаційний норматив – 4:16.71 | 2                | Італія (ITA)          | Лука Марін Федеріко Турріні       |
| Олімпійський кваліфікаційний норматив – 4:16.71 | 2                | Японія (JPN)          | Косуке Хаґіно Дайя Сето           |
| Олімпійський кваліфікаційний норматив – 4:16.71 | 2                | ПАР (RSA)             | Майкл Маєр Себастьян Руссо        |
| Олімпійський кваліфікаційний норматив – 4:16.71 | 2                | США (USA)             | Чейз Каліш Джей Літерланд         |
| Олімпійський кваліфікаційний норматив – 4:16.71 | 1                | Бразилія (BRA)        | Брандонн Алмейда                  |
| Олімпійський кваліфікаційний норматив – 4:16.71 | 1                | Китай (CHN)           | Ван Шунь                          |
| Олімпійський кваліфікаційний норматив – 4:16.71 | 1                | Велика Британія (GBR) | Макс Літчфілд                     |
| Олімпійський кваліфікаційний норматив – 4:16.71 | 1                | Словаччина (SVK)      | Ріхард Надь                       |
| Олімпійський кваліфікаційний норматив – 4:16.71 | 1                | Іспанія (ESP)         | Хоан Льюїс Понс                   |
| Норматив олімпійського відбору – 4:25.69        | 1                | Ангола (ANG)          | Педро Пінотес[b]                  |
| Норматив олімпійського відбору – 4:25.69        | 1                | Чехія (CZE)           | Павел Янечек                      |
| Норматив олімпійського відбору – 4:25.69        | 1                | Ізраїль (ISR)         | Гал Нево[a]                       |
| Норматив олімпійського відбору – 4:25.69        | 1                | Ліхтенштейн (LIE)     | Крістоф Маєр[b]                   |
| Норматив олімпійського відбору – 4:25.69        | 1                | Люксембург (LUX)      | Рафаель Стаккіотті[a]             |
| Норматив олімпійського відбору – 4:25.69        | 1                | Португалія (POR)      | Алексіс Сантуш[a]                 |
| Норматив олімпійського відбору – 4:25.69        | 1                | Швейцарія (SUI)       | Жеремі Депланш[a]                 |
| Запрошення                                      | 1                | Куба (CUB)            | Луїс Вега                         |
| Загалом                                         | 27               |                       |                                   |

### Індивідуальні жіночі дисципліни

#### 50 метрів вільним стилем
| Кваліфікаційний стандарт                      | К-ть спортсменок | Країна                                 | Спортсменки, що кваліфікувались      |
| --------------------------------------------- | ---------------- | -------------------------------------- | ------------------------------------ |
| Олімпійський кваліфікаційний норматив – 25.28 | 2                | Австралія (AUS)                        | Бронте Кемпбелл Кейт Кемпбелл        |
| Олімпійський кваліфікаційний норматив – 25.28 | 2                | Білорусь (BLR)                         | Олександра Герасименя Юлія Хитра     |
| Олімпійський кваліфікаційний норматив – 25.28 | 2                | Бразилія (BRA)                         | Граціель Геррманн Етьєн Медейрос     |
| Олімпійський кваліфікаційний норматив – 25.28 | 2                | Канада (CAN)                           | Шанталь ван Ландегем Мішель Вільямс  |
| Олімпійський кваліфікаційний норматив – 25.28 | 2                | Китай (CHN)                            | Чень Сіньї Лю Сян                    |
| Олімпійський кваліфікаційний норматив – 25.28 | 2                | Данія (DEN)                            | Пернілле Блуме Джанетт Оттесен       |
| Олімпійський кваліфікаційний норматив – 25.28 | 2                | Франція (FRA)                          | Мелані Енік Анна Сантаманс           |
| Олімпійський кваліфікаційний норматив – 25.28 | 2                | Греція (GRE)                           | Теодора Драку Теодора Гіарені        |
| Олімпійський кваліфікаційний норматив – 25.28 | 2                | Ізраїль (ISR)                          | Андреа Мурез Зохар Шіклер            |
| Олімпійський кваліфікаційний норматив – 25.28 | 2                | Італія (ITA)                           | Сільвія ді П'єтро Еріка Ферраіолі    |
| Олімпійський кваліфікаційний норматив – 25.28 | 2                | Японія (JPN)                           | Рікако Ікее Яйой Мацумото            |
| Олімпійський кваліфікаційний норматив – 25.28 | 2                | Нідерланди (NED)                       | Інґе Деккер Раномі Кромовідьойо      |
| Олімпійський кваліфікаційний норматив – 25.28 | 2                | Польща (POL)                           | Анна Довгерт Александра Урбаньчик    |
| Олімпійський кваліфікаційний норматив – 25.28 | 2                | Росія (RUS)                            | Наталія Ловцова Розалія Насретдінова |
| Олімпійський кваліфікаційний норматив – 25.28 | 2                | Швеція (SWE)                           | Тереза Альсгаммар Сара Шестрем       |
| Олімпійський кваліфікаційний норматив – 25.28 | 2                | США (USA)                              | Сімоне Мануель Еббі Вейтцейл         |
| Олімпійський кваліфікаційний норматив – 25.28 | 1                | Австрія (AUT)                          | Біргіт Кошішек                       |
| Олімпійський кваліфікаційний норматив – 25.28 | 1                | Багамські Острови (BAH)                | Аріанна Вандерпул-Воллас             |
| Олімпійський кваліфікаційний норматив – 25.28 | 1                | Єгипет (EGY)                           | Фаріда Осман                         |
| Олімпійський кваліфікаційний норматив – 25.28 | 1                | Німеччина (GER)                        | Доротеа Брандт                       |
| Олімпійський кваліфікаційний норматив – 25.28 | 1                | Велика Британія (GBR)                  | Франческа Голсолл                    |
| Олімпійський кваліфікаційний норматив – 25.28 | 1                | Угорщина (HUN)                         | Флора Мольнар                        |
| Олімпійський кваліфікаційний норматив – 25.28 | 1                | Мексика (MEX)                          | Ліліана Ібаньєс                      |
| Олімпійський кваліфікаційний норматив – 25.28 | 1                | Норвегія (NOR)                         | Сюзанн Бйорнсен                      |
| Олімпійський кваліфікаційний норматив – 25.28 | 1                | Пуерто-Рико (PUR)                      | Ванесса Гарсія                       |
| Олімпійський кваліфікаційний норматив – 25.28 | 1                | Швейцарія (SUI)                        | Александра Турецкі                   |
| Олімпійський кваліфікаційний норматив – 25.28 | 1                | Україна (UKR)                          | Дар'я Степанюк                       |
| Норматив олімпійського відбору – 26.17        | 1                | Аруба (ARU)                            | Еллісон Понсон[b]                    |
| Норматив олімпійського відбору – 26.17        | 1                | Болівія (BOL)                          | Карен Торрес[b]                      |
| Норматив олімпійського відбору – 26.17        | 1                | Ботсвана (BOT)                         | Наомі Руеле[b]                       |
| Норматив олімпійського відбору – 26.17        | 1                | Китайський Тайбей (TPE)                | Лінь Пей Вун[b]                      |
| Норматив олімпійського відбору – 26.17        | 1                | Колумбія (COL)                         | Ісабелла Арсілья[b]                  |
| Норматив олімпійського відбору – 26.17        | 1                | Гонконг (HKG)                          | Камілла Чен[a]                       |
| Норматив олімпійського відбору – 26.17        | 1                | Люксембург (LUX)                       | Жюлі Мейнен                          |
| Норматив олімпійського відбору – 26.17        | 1                | Сирія (SYR)                            | Баен Джума[b]                        |
| Запрошення                                    | 1                | Антигуа і Барбуда (ANT)                | Саманта Робертс                      |
| Запрошення                                    | 1                | Вірменія (ARM)                         | Моніка Васілян                       |
| Запрошення                                    | 1                | Бахрейн (BRN)                          | Фатема Альмахмід                     |
| Запрошення                                    | 1                | Бангладеш (BAN)                        | Соня Актар                           |
| Запрошення                                    | 1                | Бенін (BEN)                            | Лараїба Сейбу                        |
| Запрошення                                    | 1                | Бермуди (BER)                          | Ребекка Гейліґер                     |
| Запрошення                                    | 1                | Британські Віргінські Острови (IVB)    | Еліна Філліп                         |
| Запрошення                                    | 1                | Буркіна-Фасо (BUR)                     | Анджеліка Оуедраого                  |
| Запрошення                                    | 1                | Бурунді (BDI)                          | Елсі Увамахоро                       |
| Запрошення                                    | 1                | Камбоджа (CAM)                         | Хем Тхон Вітіні                      |
| Запрошення                                    | 1                | Центральноафриканська Республіка (CAF) | Хлоя Совурель                        |
| Запрошення                                    | 1                | Коморські Острови (COM)                | Назлаті Мохамед Андхумдіне           |
| Запрошення                                    | 1                | Республіка Конго (CGO)                 | Беллор Сангала                       |
| Запрошення                                    | 1                | Домініканська Республіка (DOM)         | Доріан Макменемі                     |
| Запрошення                                    | 1                | Ефіопія (ETH)                          | Рехель Гебресілассі                  |
| Запрошення                                    | 1                | Гвінея (GUI)                           | Марьяма Соу                          |
| Запрошення                                    | 1                | Гаяна (GUY)                            | Джаміла Санмуган                     |
| Запрошення                                    | 1                | Гаїті (HAI)                            | Наомі Гранд П'єрр                    |
| Запрошення                                    | 1                | Йорданія (JOR)                         | Таліта Баклах                        |
| Запрошення                                    | 1                | Кувейт (KUW)                           | Фає Султан                           |
| Запрошення                                    | 1                | Лаос (LAO)                             | Сірі Арун Будчарерн                  |
| Запрошення                                    | 1                | Малаві (MAW)                           | Аммара Пінто                         |
| Запрошення                                    | 1                | Малі (MLI)                             | Фатумата Самассеку                   |
| Запрошення                                    | 1                | Мальта (MLT)                           | Нікола Мускат                        |
| Запрошення                                    | 1                | Маршаллові Острови (MHL)               | Коллін Фюрґесон                      |
| Запрошення                                    | 1                | Федеративні Штати Мікронезії (FSM)     | Дебра Даніель                        |
| Запрошення                                    | 1                | Монголія (MGL)                         | Єсуїн Баяр                           |
| Запрошення                                    | 1                | Марокко (MAR)                          | Нура Мана                            |
| Запрошення                                    | 1                | М'янма (MYA)                           | Ей Ей Тхет                           |
| Запрошення                                    | 1                | Нігер (NIG)                            | Рукая Махамане                       |
| Запрошення                                    | 1                | Пакистан (PAK)                         | Ліанна Сван                          |
| Запрошення                                    | 1                | Палау (PLW)                            | Дірнгулбай Місеч                     |
| Запрошення                                    | 1                | Палестина (PLE)                        | Марі Аль-Атраш                       |
| Запрошення                                    | 1                | Сенегал (SEN)                          | Ава Лі Н'діає                        |
| Запрошення                                    | 1                | Сьєрра-Леоне (SLE)                     | Бунтарабі Джалло                     |
| Запрошення                                    | 1                | Судан (SUD)                            | Ханін Ібрагім                        |
| Запрошення                                    | 1                | Таджикистан (TJK)                      | Анастасія Тюріна                     |
| Запрошення                                    | 1                | Танзанія (TAN)                         | Магдалена Моші                       |
| Запрошення                                    | 1                | Того (TOG)                             | Адзо Кпоссі                          |
| Запрошення                                    | 1                | Тонга (TGA)                            | Ірен Прескотт                        |
| Запрошення                                    | 1                | Об'єднані Арабські Емірати (UAE)       | Нада Аль-Бедваві                     |
| Загалом                                       | 92               |                                        |                                      |

#### 100 метрів вільним стилем
| Кваліфікаційний стандарт                      | К-ть спортсменок | Країна                  | Спортсменки, що кваліфікувались     |
| --------------------------------------------- | ---------------- | ----------------------- | ----------------------------------- |
| Олімпійський кваліфікаційний норматив – 54.43 | 2                | Австралія (AUS)         | Бронте Кемпбелл Кейт Кемпбелл       |
| Олімпійський кваліфікаційний норматив – 54.43 | 2                | Бразилія (BRA)          | Ларісса Олівейра Етьєн Медейрос     |
| Олімпійський кваліфікаційний норматив – 54.43 | 2                | Канада (CAN)            | Пенні Олексяк Шанталь ван Ландегем  |
| Олімпійський кваліфікаційний норматив – 54.43 | 2                | Китай (CHN)             | Шень Дуо Чжу Менхуей                |
| Олімпійський кваліфікаційний норматив – 54.43 | 2                | Франція (FRA)           | Шарлотт Бонне Беріль Гастальделло   |
| Олімпійський кваліфікаційний норматив – 54.43 | 2                | Італія (ITA)            | Еріка Ферраіолі Федеріка Пеллегріні |
| Олімпійський кваліфікаційний норматив – 54.43 | 2                | Японія (JPN)            | Рікако Ікее Мікі Утіда              |
| Олімпійський кваліфікаційний норматив – 54.43 | 2                | Нідерланди (NED)        | Фемке Гемскерк Раномі Кромовідьойо  |
| Олімпійський кваліфікаційний норматив – 54.43 | 2                | Швеція (SWE)            | Мішель Колеман Сара Шестрем         |
| Олімпійський кваліфікаційний норматив – 54.43 | 2                | США (USA)               | Сімоне Мануель Еббі Вейтцейл        |
| Олімпійський кваліфікаційний норматив – 54.43 | 1                | Багамські Острови (BAH) | Аріанна Вандерпул-Воллас            |
| Олімпійський кваліфікаційний норматив – 54.43 | 1                | Білорусь (BLR)          | Олександра Герасименя               |
| Олімпійський кваліфікаційний норматив – 54.43 | 1                | Данія (DEN)             | Пернілле Блуме                      |
| Олімпійський кваліфікаційний норматив – 54.43 | 1                | Ізраїль (ISR)           | Андреа Мурез                        |
| Олімпійський кваліфікаційний норматив – 54.43 | 1                | Польща (POL)            | Катажина Васік                      |
| Олімпійський кваліфікаційний норматив – 54.43 | 1                | Росія (RUS)             | Вероніка Попова                     |
| Норматив олімпійського відбору – 56.34        | 1                | Болгарія (BUL)          | Ніна Рангелова[a]                   |
| Норматив олімпійського відбору – 56.34        | 1                | Гонконг (HKG)           | Камілла Чен[a]                      |
| Норматив олімпійського відбору – 56.34        | 1                | Люксембург (LUX)        | Жюлі Мейнен                         |
| Норматив олімпійського відбору – 56.34        | 1                | Норвегія (NOR)          | Сюзанн Бйорнсен[a]                  |
| Норматив олімпійського відбору – 56.34        | 1                | Філіппіни (PHI)         | Жасмін Альхальді[b]                 |
| Норматив олімпійського відбору – 56.34        | 1                | Швейцарія (SUI)         | Марія Уголкова[a]                   |
| Норматив олімпійського відбору – 56.34        | 1                | Таїланд (THA)           | Наттханан Юкраянг[b]                |
| Запрошення                                    | 1                | Албанія (ALB)           | Ніколь Мерізай                      |
| Запрошення                                    | 1                | Андорра (AND)           | Моніка Рамірес                      |
| Запрошення                                    | 1                | Ангола (ANG)            | Ана Софія Нобрега                   |
| Запрошення                                    | 1                | Азербайджан (AZE)       | Фатіма Алкерімова                   |
| Запрошення                                    | 1                | Острови Кука (COK)      | Трейсі Кейт-Матчітт                 |
| Запрошення                                    | 1                | Мадагаскар (MAD)        | Естелла Філс Рабетсара              |
| Запрошення                                    | 1                | Мальдіви (MDV)          | Амінат Шаян                         |
| Запрошення                                    | 1                | Маврикій (MRI)          | Хізер Арсет                         |
| Запрошення                                    | 1                | Чорногорія (MNE)        | Йована Терзіч                       |
| Запрошення                                    | 1                | Парагвай (PAR)          | Карен Ріверос                       |
| Запрошення                                    | 1                | Румунія (ROU)           | Ана Юлія Даскел                     |
| Запрошення                                    | 1                | Уругвай (URU)           | Інес Ремерсаро                      |
| Запрошення                                    | 1                | Замбія (ZAM)            | Джейд Говард                        |
| Загалом                                       | 46               |                         |                                     |

#### 200 метрів вільним стилем
| Кваліфікаційний стандарт                        | К-ть спортсменок | Країна                   | Спортсменки, що кваліфікувались      |
| ----------------------------------------------- | ---------------- | ------------------------ | ------------------------------------ |
| Олімпійський кваліфікаційний норматив – 1:58.96 | 2                | Австралія (AUS)          | Бронті Берретт Емма Маккеон          |
| Олімпійський кваліфікаційний норматив – 1:58.96 | 2                | Бразилія (BRA)           | Мануелла Ліріо Ларісса Олівейра      |
| Олімпійський кваліфікаційний норматив – 1:58.96 | 2                | Канада (CAN)             | Бріттані Маклін Пенні Олексяк        |
| Олімпійський кваліфікаційний норматив – 1:58.96 | 2                | Китай (CHN)              | Ай Яньхань Шень Дуо                  |
| Олімпійський кваліфікаційний норматив – 1:58.96 | 2                | Франція (FRA)            | Коралі Балмі Шарлотт Бонне           |
| Олімпійський кваліфікаційний норматив – 1:58.96 | 2                | Велика Британія (GBR)    | Джорджія Коутс Еллі Фолкнер          |
| Олімпійський кваліфікаційний норматив – 1:58.96 | 2                | Гонконг (HKG)            | Камілла Чен Шівон Хогі               |
| Олімпійський кваліфікаційний норматив – 1:58.96 | 2                | Угорщина (HUN)           | Айна Кешей Евелін Веррасто           |
| Олімпійський кваліфікаційний норматив – 1:58.96 | 2                | Італія (ITA)             | Федеріка Пеллегріні Аліса Міццау     |
| Олімпійський кваліфікаційний норматив – 1:58.96 | 2                | Японія (JPN)             | Тіхіро Іґарасі Рікако Ікее           |
| Олімпійський кваліфікаційний норматив – 1:58.96 | 2                | Нідерланди (NED)         | Фемке Гемскерк Робін Нойманн         |
| Олімпійський кваліфікаційний норматив – 1:58.96 | 2                | Росія (RUS)              | Арина Опьонишева Вероніка Андрусенко |
| Олімпійський кваліфікаційний норматив – 1:58.96 | 2                | Іспанія (ESP)            | Патрісія Кастро Мелані Коста         |
| Олімпійський кваліфікаційний норматив – 1:58.96 | 2                | Швеція (SWE)             | Сара Шестрем Мішель Колеман          |
| Олімпійський кваліфікаційний норматив – 1:58.96 | 2                | США (USA)                | Міссі Франклін Кейті Ледекі          |
| Олімпійський кваліфікаційний норматив – 1:58.96 | 1                | Болгарія (BUL)           | Ніна Рангелова                       |
| Олімпійський кваліфікаційний норматив – 1:58.96 | 1                | Німеччина (GER)          | Анніка Брун                          |
| Олімпійський кваліфікаційний норматив – 1:58.96 | 1                | Сербія (SRB)             | Катаріна Сімоновіч                   |
| Норматив олімпійського відбору – 2:03.13        | 1                | Багамські Острови (BAH)  | Джоанна Еванс[a]                     |
| Норматив олімпійського відбору – 2:03.13        | 1                | Куба (CUB)               | Елісбет Гамес[b]                     |
| Норматив олімпійського відбору – 2:03.13        | 1                | Чехія (CZE)              | Барбора Сіманова                     |
| Норматив олімпійського відбору – 2:03.13        | 1                | Гондурас (HON)           | Сара Пастрана[b]                     |
| Норматив олімпійського відбору – 2:03.13        | 1                | Ізраїль (ISR)            | Андреа Мурез[a]                      |
| Норматив олімпійського відбору – 2:03.13        | 1                | Північна Македонія (MKD) | Анастасія Богдановскі[b]             |
| Норматив олімпійського відбору – 2:03.13        | 1                | Перу (PER)               | Андреа Седрон[b]                     |
| Норматив олімпійського відбору – 2:03.13        | 1                | В'єтнам (VIE)            | Нгуєн Тхі Ань Вьєн[a]                |
| Запрошення                                      | 1                | Фіджі (FIJ)              | Мателіта Буадромо                    |
| Запрошення                                      | 1                | Гана (GHA)               | Кая Форсон                           |
| Запрошення                                      | 1                | Індія (IND)              | Шивані Катарія                       |
| Загалом                                         | 44               |                          |                                      |

#### 400 метрів вільним стилем
| Кваліфікаційний стандарт                        | К-ть спортсменок | Країна                  | Спортсменки, що кваліфікувались |
| ----------------------------------------------- | ---------------- | ----------------------- | ------------------------------- |
| Олімпійський кваліфікаційний норматив – 4:09.08 | 2                | Австралія (AUS)         | Джессіка Ешвуд Темзін Кук       |
| Олімпійський кваліфікаційний норматив – 4:09.08 | 2                | Канада (CAN)            | Бріттані Маклін Емілі Оверголт  |
| Олімпійський кваліфікаційний норматив – 4:09.08 | 2                | Китай (CHN)             | Цао Юе Чжан Юйхань              |
| Олімпійський кваліфікаційний норматив – 4:09.08 | 2                | Угорщина (HUN)          | Богларка Капаш Айна Кешей       |
| Олімпійський кваліфікаційний норматив – 4:09.08 | 2                | Італія (ITA)            | Ділетта Карлі Аліса Міццау      |
| Олімпійський кваліфікаційний норматив – 4:09.08 | 2                | Іспанія (ESP)           | Мірея Бельмонте Мелані Коста    |
| Олімпійський кваліфікаційний норматив – 4:09.08 | 2                | США (USA)               | Кейті Ледекі Леа Сміт           |
| Олімпійський кваліфікаційний норматив – 4:09.08 | 1                | Данія (DEN)             | Лотте Фрійс                     |
| Олімпійський кваліфікаційний норматив – 4:09.08 | 1                | Франція (FRA)           | Коралі Балмі                    |
| Олімпійський кваліфікаційний норматив – 4:09.08 | 1                | Німеччина (GER)         | Сара Келер                      |
| Олімпійський кваліфікаційний норматив – 4:09.08 | 1                | Велика Британія (GBR)   | Язмін Карлін                    |
| Олімпійський кваліфікаційний норматив – 4:09.08 | 1                | Нідерланди (NED)        | Шарон ван Раувендал             |
| Олімпійський кваліфікаційний норматив – 4:09.08 | 1                | Нова Зеландія (NZL)     | Лорен Бойл                      |
| Олімпійський кваліфікаційний норматив – 4:09.08 | 1                | Росія (RUS)             | Арина Опьнишева                 |
| Олімпійський кваліфікаційний норматив – 4:09.08 | 1                | Словенія (SLO)          | Аня Клінар                      |
| Олімпійський кваліфікаційний норматив – 4:09.08 | 1                | Венесуела (VEN)         | Андреїна Пінто                  |
| Олімпійський кваліфікаційний норматив – 4:09.08 | 1                | В'єтнам (VIE)           | Нгуєн Тхі Ань Вьєн              |
| Норматив олімпійського відбору – 4:17.80        | 1                | Багамські Острови (BAH) | Джоанна Еванс[a]                |
| Норматив олімпійського відбору – 4:17.80        | 1                | Бразилія (BRA)          | Мануелла Ліріо[a]               |
| Норматив олімпійського відбору – 4:17.80        | 1                | Чилі (CHI)              | Крістел Кобріх[a]               |
| Норматив олімпійського відбору – 4:17.80        | 1                | Гватемала (GUA)         | Valerie Gruest[a]               |
| Норматив олімпійського відбору – 4:17.80        | 1                | Японія (JPN)            | Іґарасі Тіхіро[a]               |
| Норматив олімпійського відбору – 4:17.80        | 1                | Сербія (SRB)            | Катаріна Сімоновіч[a]           |
| Запрошення                                      | 1                | Барбадос (BAR)          | Лані Кабрера                    |
| Запрошення                                      | 1                | Сальвадор (ESA)         | Ребека Кінтерос                 |
| Запрошення                                      | 1                | Ліван (LIB)             | Габріелла Дуейхі                |
| Загалом                                         | 33               |                         |                                 |

#### 800 метрів вільним стилем
| Кваліфікаційний стандарт                        | К-ть спортсменок | Країна                  | Спортсменки, що кваліфікувались |
| ----------------------------------------------- | ---------------- | ----------------------- | ------------------------------- |
| Олімпійський кваліфікаційний норматив – 8:33.97 | 2                | Австралія (AUS)         | Джессіка Ешвуд Темзін Кук       |
| Олімпійський кваліфікаційний норматив – 8:33.97 | 2                | Китай (CHN)             | Хоу Явень Чжан Юйхань           |
| Олімпійський кваліфікаційний норматив – 8:33.97 | 2                | Німеччина (GER)         | Леоні Бек Сара Келер            |
| Олімпійський кваліфікаційний норматив – 8:33.97 | 2                | Велика Британія (GBR)   | Язмін Карлін Камілла Геттерслі  |
| Олімпійський кваліфікаційний норматив – 8:33.97 | 2                | Угорщина (HUN)          | Богларка Капаш Ева Рістов       |
| Олімпійський кваліфікаційний норматив – 8:33.97 | 2                | Італія (ITA)            | Ділетта Карлі Мартіна Де Мемме  |
| Олімпійський кваліфікаційний норматив – 8:33.97 | 2                | Нова Зеландія (NZL)     | Лорен Бойл Емма Робінсон        |
| Олімпійський кваліфікаційний норматив – 8:33.97 | 2                | Словенія (SLO)          | Аня Клінар Т'яша Одер           |
| Олімпійський кваліфікаційний норматив – 8:33.97 | 2                | Іспанія (ESP)           | Мірея Бельмонте Марія Вілас     |
| Олімпійський кваліфікаційний норматив – 8:33.97 | 2                | США (USA)               | Кейті Ледекі Леа Сміт           |
| Олімпійський кваліфікаційний норматив – 8:33.97 | 1                | Багамські Острови (BAH) | Джоанна Еванс                   |
| Олімпійський кваліфікаційний норматив – 8:33.97 | 1                | Канада (CAN)            | Бріттані Маклін                 |
| Олімпійський кваліфікаційний норматив – 8:33.97 | 1                | Чилі (CHI)              | Крістел Кобріх                  |
| Олімпійський кваліфікаційний норматив – 8:33.97 | 1                | Данія (DEN)             | Лотте Фрійс                     |
| Олімпійський кваліфікаційний норматив – 8:33.97 | 1                | Франція (FRA)           | Коралі Балмі                    |
| Олімпійський кваліфікаційний норматив – 8:33.97 | 1                | Гватемала (GUA)         | Валері Груест                   |
| Олімпійський кваліфікаційний норматив – 8:33.97 | 1                | Нідерланди (NED)        | Шарон ван Раувендал             |
| Олімпійський кваліфікаційний норматив – 8:33.97 | 1                | Росія (RUS)             | Арина Опьонишева                |
| Олімпійський кваліфікаційний норматив – 8:33.97 | 1                | Венесуела (VEN)         | Андреїна Пінто                  |
| Норматив олімпійського відбору – 8:51.96        | 1                | Ліхтенштейн (LIE)       | Юлія Гасслер[b]                 |
| Норматив олімпійського відбору – 8:51.96        | 1                | Португалія (POR)        | Таміла Голуб                    |
| Запрошення                                      | 1                | Кот-д'Івуар (CIV)       | Таліта Те Флан                  |
| Загалом                                         | 32               |                         |                                 |

#### 100 метрів на спині
| Кваліфікаційний стандарт                        | К-ть спортсменок | Країна                                | Спортсменки, що кваліфікувались |
| ----------------------------------------------- | ---------------- | ------------------------------------- | ------------------------------- |
| Олімпійський кваліфікаційний норматив – 1:00.25 | 2                | Австралія (AUS)                       | Емілі Сібом Медісон Вілсон      |
| Олімпійський кваліфікаційний норматив – 1:00.25 | 2                | Канада (CAN)                          | Домінік Бушар Кайлі Масс        |
| Олімпійський кваліфікаційний норматив – 1:00.25 | 2                | Китай (CHN)                           | Фу Юаньхуей Ван Сюеер           |
| Олімпійський кваліфікаційний норматив – 1:00.25 | 2                | США (USA)                             | Кетлін Бейкер Олівія Смоліга    |
| Олімпійський кваліфікаційний норматив – 1:00.25 | 1                | Бразилія (BRA)                        | Етьєн Медейрос                  |
| Олімпійський кваліфікаційний норматив – 1:00.25 | 1                | Данія (DEN)                           | Міе Нільсен                     |
| Олімпійський кваліфікаційний норматив – 1:00.25 | 1                | Велика Британія (GBR)                 | Джорджія Девіс                  |
| Олімпійський кваліфікаційний норматив – 1:00.25 | 1                | Угорщина (HUN)                        | Катінка Хоссу                   |
| Олімпійський кваліфікаційний норматив – 1:00.25 | 1                | Ісландія (ISL)                        | Ейглоу Оуск Густафсдоуттір      |
| Олімпійський кваліфікаційний норматив – 1:00.25 | 1                | Японія (JPN)                          | Нацумі Сакаї                    |
| Олімпійський кваліфікаційний норматив – 1:00.25 | 1                | Нідерланди (NED)                      | Кіра Туссен                     |
| Олімпійський кваліфікаційний норматив – 1:00.25 | 1                | Росія (RUS)                           | Анастасія Зуєва                 |
| Олімпійський кваліфікаційний норматив – 1:00.25 | 1                | Словаччина (SVK)                      | Катаріна Лістопадова            |
| Олімпійський кваліфікаційний норматив – 1:00.25 | 1                | Україна (UKR)                         | Дарина Зевіна                   |
| Олімпійський кваліфікаційний норматив – 1:00.25 | 1                | Зімбабве (ZIM)                        | Керсті Ковентрі                 |
| Норматив олімпійського відбору – 1.02.36        | 1                | Хорватія (CRO)                        | Матеа Самарджич[a]              |
| Норматив олімпійського відбору – 1.02.36        | 1                | Чехія (CZE)                           | Сімона Баумртова[a]             |
| Норматив олімпійського відбору – 1.02.36        | 1                | Фінляндія (FIN)                       | Мімоза Джаллоу                  |
| Норматив олімпійського відбору – 1.02.36        | 1                | Гонконг (HKG)                         | Клаудія Лау[a]                  |
| Норматив олімпійського відбору – 1.02.36        | 1                | Ізраїль (ISR)                         | Андреа Мурез[a]                 |
| Норматив олімпійського відбору – 1.02.36        | 1                | Казахстан (KAZ)                       | Руденко Катерина Олегівна[b]    |
| Норматив олімпійського відбору – 1.02.36        | 1                | Польща (POL)                          | Аліція Тхуж[a]                  |
| Норматив олімпійського відбору – 1.02.36        | 1                | Сейшельські Острови (SEY)             | Алексус Лейрд[b]                |
| Норматив олімпійського відбору – 1.02.36        | 1                | Іспанія (ESP)                         | Дуане да Роча[a]                |
| Норматив олімпійського відбору – 1.02.36        | 1                | Швеція (SWE)                          | Мішель Колеман[a]               |
| Запрошення                                      | 1                | Кайманові Острови (CAY)               | Лара Батлер                     |
| Запрошення                                      | 1                | Кенія (KEN)                           | Таліса Ланое                    |
| Запрошення                                      | 1                | Косово (KOS)                          | Ріта Зекірі                     |
| Запрошення                                      | 1                | Непал (NEP)                           | Гауріка Сінгх                   |
| Запрошення                                      | 1                | Самоа (SAM)                           | Евеліна Афоа                    |
| Запрошення                                      | 1                | Шрі-Ланка (SRI)                       | Кіміко Рахім                    |
| Запрошення                                      | 1                | Американські Віргінські Острови (ISV) | Кайлі Вотсон                    |
| Загалом                                         | 36               |                                       |                                 |

#### 200 метрів на спині
| Кваліфікаційний стандарт                        | К-ть спортсменок | Країна          | Спортсменки, що кваліфікувались    |
| ----------------------------------------------- | ---------------- | --------------- | ---------------------------------- |
| Олімпійський кваліфікаційний норматив – 2:10.60 | 2                | Австралія (AUS) | Белінда Гокінг Емілі Сібом         |
| Олімпійський кваліфікаційний норматив – 2:10.60 | 2                | Канада (CAN)    | Домінік Бушар Гіларі Колдвелл      |
| Олімпійський кваліфікаційний норматив – 2:10.60 | 2                | Китай (CHN)     | Чень Цзє Лю Ясінь                  |
| Олімпійський кваліфікаційний норматив – 2:10.60 | 2                | Німеччина (GER) | Ліза Граф Дженні Менсінг           |
| Олімпійський кваліфікаційний норматив – 2:10.60 | 2                | Угорщина (HUN)  | Река Дьордь Катінка Хоссу          |
| Олімпійський кваліфікаційний норматив – 2:10.60 | 2                | Іспанія (ESP)   | Дуане да Роча Афріка Саморано Санс |
| Олімпійський кваліфікаційний норматив – 2:10.60 | 2                | США (USA)       | Майя Дірадо Міссі Франклін         |
| Олімпійський кваліфікаційний норматив – 2:10.60 | 1                | Хорватія (CRO)  | Матеа Самарджич                    |
| Олімпійський кваліфікаційний норматив – 2:10.60 | 1                | Чехія (CZE)     | Сімона Баумртова                   |
| Олімпійський кваліфікаційний норматив – 2:10.60 | 1                | Гонконг (HKG)   | Клаудія Лау                        |
| Олімпійський кваліфікаційний норматив – 2:10.60 | 1                | Ісландія (ISL)  | Ейглоу Оуск Густафсдоуттір         |
| Олімпійський кваліфікаційний норматив – 2:10.60 | 1                | Італія (ITA)    | Маргеріта Панцієра                 |
| Олімпійський кваліфікаційний норматив – 2:10.60 | 1                | Японія (JPN)    | Нацумі Сакаї                       |
| Олімпійський кваліфікаційний норматив – 2:10.60 | 1                | Польща (POL)    | Аліція Тхуж                        |
| Олімпійський кваліфікаційний норматив – 2:10.60 | 1                | Росія (RUS)     | Анастасія Зуєва                    |
| Олімпійський кваліфікаційний норматив – 2:10.60 | 1                | Україна (UKR)   | Дарина Зевіна                      |
| Олімпійський кваліфікаційний норматив – 2:10.60 | 1                | Зімбабве (ZIM)  | Керсті Ковентрі                    |
| Норматив олімпійського відбору – 2:15.17        | 1                | Швейцарія (SUI) | Мартіна ван Беркель                |
| Норматив олімпійського відбору – 2:15.17        | 1                | Туреччина (TUR) | Катерина Аврамова                  |
| Запрошення                                      | 1                | Індонезія (INA) | Єссі Йосапутра                     |
| Загалом                                         | 27               |                 |                                    |

#### 100 метрів брасом
| Кваліфікаційний стандарт                        | К-ть спортсменок | Країна                         | Спортсменки, що кваліфікувались      |
| ----------------------------------------------- | ---------------- | ------------------------------ | ------------------------------------ |
| Олімпійський кваліфікаційний норматив – 1:07.85 | 2                | Австралія (AUS)                | Джорджія Бол Тейлор Маккіоун         |
| Олімпійський кваліфікаційний норматив – 1:07.85 | 2                | Канада (CAN)                   | Рейчел Нікол К'єра Сміт              |
| Олімпійський кваліфікаційний норматив – 1:07.85 | 2                | Китай (CHN)                    | Ши Цзінлінь Чжан Сіньюй              |
| Олімпійський кваліфікаційний норматив – 1:07.85 | 2                | Велика Британія (GBR)          | Моллі Реншов Хлої Таттон             |
| Олімпійський кваліфікаційний норматив – 1:07.85 | 2                | Італія (ITA)                   | Мартіна Карраро Аріанна Кастіньліоні |
| Олімпійський кваліфікаційний норматив – 1:07.85 | 2                | Японія (JPN)                   | Сатомі Судзукі Канако Ватанабе       |
| Олімпійський кваліфікаційний норматив – 1:07.85 | 2                | Швеція (SWE)                   | Софі Ханссон Дженні Юханссон         |
| Олімпійський кваліфікаційний норматив – 1:07.85 | 2                | США (USA)                      | Ліллі Кінг Кеті Мейлі                |
| Олімпійський кваліфікаційний норматив – 1:07.85 | 1                | Бельгія (BEL)                  | Фанні Леклюїз                        |
| Олімпійський кваліфікаційний норматив – 1:07.85 | 1                | Данія (DEN)                    | Рікке Меллер Педерсен                |
| Олімпійський кваліфікаційний норматив – 1:07.85 | 1                | Фінляндія (FIN)                | Єнна Лаукканен                       |
| Олімпійський кваліфікаційний норматив – 1:07.85 | 1                | Гонконг (HKG)                  | Кун Іветт Маньї                      |
| Олімпійський кваліфікаційний норматив – 1:07.85 | 1                | Ісландія (ISL)                 | Храфнхільдур Лютерсдоттір            |
| Олімпійський кваліфікаційний норматив – 1:07.85 | 1                | Ірландія (IRL)                 | Фіона Дойл                           |
| Олімпійський кваліфікаційний норматив – 1:07.85 | 1                | Ізраїль (ISR)                  | Аміт Іврі                            |
| Олімпійський кваліфікаційний норматив – 1:07.85 | 1                | Ямайка (JAM)                   | Алія Аткінсон                        |
| Олімпійський кваліфікаційний норматив – 1:07.85 | 1                | Литва (LTU)                    | Рута Мейлутіте                       |
| Олімпійський кваліфікаційний норматив – 1:07.85 | 1                | Іспанія (ESP)                  | Джессіка Валь                        |
| Олімпійський кваліфікаційний норматив – 1:07.85 | 1                | Росія (RUS)                    | Дарія Чикунова                       |
| Олімпійський кваліфікаційний норматив – 1:07.85 | 1                | Туреччина (TUR)                | Вікторія Зейнеп Гюнеш                |
| Норматив олімпійського відбору – 1:10.22        | 1                | Чехія (CZE)                    | Мартіна Моравчікова[a]               |
| Норматив олімпійського відбору – 1:10.22        | 1                | Естонія (EST)                  | Марія Романюк[b]                     |
| Норматив олімпійського відбору – 1:10.22        | 1                | Угорщина (HUN)                 | Анна Станкович[a]                    |
| Норматив олімпійського відбору – 1:10.22        | 1                | Малайзія (MAS)                 | Фі Джінк Ен[b]                       |
| Норматив олімпійського відбору – 1:10.22        | 1                | Молдова (MDA)                  | Тетяна Кішка[b]                      |
| Норматив олімпійського відбору – 1:10.22        | 1                | Словенія (SLO)                 | Тяша Возель                          |
| Запрошення                                      | 1                | Грузія (GEO)                   | Теона Босташвілі                     |
| Запрошення                                      | 1                | Гуам (GUM)                     | Пілар Сімідзу                        |
| Запрошення                                      | 1                | Киргизстан (KGZ)               | Дарія Таланова                       |
| Запрошення                                      | 1                | Лівія (LBA)                    | Данія Хагул                          |
| Запрошення                                      | 1                | Нігерія (NGR)                  | Решель Тонджор                       |
| Запрошення                                      | 1                | Сент-Вінсент і Гренадини (VIN) | Іззі Джоахім                         |
| Запрошення                                      | 1                | Суринам (SUR)                  | Евіта Летер                          |
| Запрошення                                      | 1                | Туркменістан (TKM)             | Дарія Семьонова                      |
| Запрошення                                      | 1                | Уганда (UGA)                   | Джаміла Лункусе                      |
| Загалом                                         | 43               |                                |                                      |

#### 200 метрів брасом
| Кваліфікаційний стандарт                        | К-ть спортсменок | Країна                | Спортсменки, що кваліфікувались |
| ----------------------------------------------- | ---------------- | --------------------- | ------------------------------- |
| Олімпійський кваліфікаційний норматив – 2:26.94 | 2                | Австралія (AUS)       | Джорджія Бол Тейлор Маккіоун    |
| Олімпійський кваліфікаційний норматив – 2:26.94 | 2                | Канада (CAN)          | К'єра Сміт Марта Маккейб        |
| Олімпійський кваліфікаційний норматив – 2:26.94 | 2                | Китай (CHN)           | Ши Цзінлінь Юй Цзін'яо          |
| Олімпійський кваліфікаційний норматив – 2:26.94 | 2                | Велика Британія (GBR) | Моллі Реншов Хлої Таттон        |
| Олімпійський кваліфікаційний норматив – 2:26.94 | 2                | Угорщина (HUN)        | Шебештьєн Далма Анна Станкович  |
| Олімпійський кваліфікаційний норматив – 2:26.94 | 2                | Японія (JPN)          | Ріе Кането Ватанабе Канако      |
| Олімпійський кваліфікаційний норматив – 2:26.94 | 2                | США (USA)             | Ліллі Кінг Моллі Генніс         |
| Олімпійський кваліфікаційний норматив – 2:26.94 | 1                | Бельгія (BEL)         | Фанні Леклюїз                   |
| Олімпійський кваліфікаційний норматив – 2:26.94 | 1                | Чехія (CZE)           | Мартіна Моравчікова             |
| Олімпійський кваліфікаційний норматив – 2:26.94 | 1                | Данія (DEN)           | Рікке Меллер Педерсен           |
| Олімпійський кваліфікаційний норматив – 2:26.94 | 1                | Фінляндія (FIN)       | Єнна Лаукканен                  |
| Олімпійський кваліфікаційний норматив – 2:26.94 | 1                | Ісландія (ISL)        | Храфнхільдур Лютерсдоттір       |
| Олімпійський кваліфікаційний норматив – 2:26.94 | 1                | Південна Корея (KOR)  | Бак Су Йон                      |
| Олімпійський кваліфікаційний норматив – 2:26.94 | 1                | Іспанія (ESP)         | Джессіка Валь                   |
| Олімпійський кваліфікаційний норматив – 2:26.94 | 1                | Росія (RUS)           | Софія Андреєва                  |
| Олімпійський кваліфікаційний норматив – 2:26.94 | 1                | Туреччина (TUR)       | Вікторія Зейнеп Гюнеш           |
| Норматив олімпійського відбору – 2:32.08        | 1                | Аргентина (ARG)       | Хулія Себастьян                 |
| Норматив олімпійського відбору – 2:32.08        | 1                | Гонконг (HKG)         | Кун Іветт Маньї[a]              |
| Норматив олімпійського відбору – 2:32.08        | 1                | Ірландія (IRL)        | Фіона Дойл[a]                   |
| Норматив олімпійського відбору – 2:32.08        | 1                | Ізраїль (ISR)         | Аміт Іврі[a]                    |
| Норматив олімпійського відбору – 2:32.08        | 1                | Швеція (SWE)          | Софі Ханссон[a]                 |
| Запрошення                                      | 1                | Латвія (LAT)          | Альона Рибакова                 |
| Загалом                                         | 29               |                       |                                 |

#### 100 метрів батерфляєм
| Кваліфікаційний стандарт                      | К-ть спортсменок | Країна                     | Спортсменки, що кваліфікувались  |
| --------------------------------------------- | ---------------- | -------------------------- | -------------------------------- |
| Олімпійський кваліфікаційний норматив – 58.74 | 2                | Австралія (AUS)            | Меделін Гровз Емма Маккеон       |
| Олімпійський кваліфікаційний норматив – 58.74 | 2                | Бразилія (BRA)             | Дайнара де Паула Даєні Діас      |
| Олімпійський кваліфікаційний норматив – 58.74 | 2                | Канада (CAN)               | Пенні Олексяк Ноемі Томас        |
| Олімпійський кваліфікаційний норматив – 58.74 | 2                | Китай (CHN)                | Чень Сіньї Лу Ін                 |
| Олімпійський кваліфікаційний норматив – 58.74 | 2                | Франція (FRA)              | Беріль Гастальделло Марі Ваттель |
| Олімпійський кваліфікаційний норматив – 58.74 | 2                | Греція (GRE)               | Анна Нтунтунакі Крістель Вурна*  |
| Олімпійський кваліфікаційний норматив – 58.74 | 2                | Японія (JPN)               | Нацумі Хосі Рікако Ікее          |
| Олімпійський кваліфікаційний норматив – 58.74 | 2                | Росія (RUS)                | Світлана Чімрова Наталія Ловцова |
| Олімпійський кваліфікаційний норматив – 58.74 | 2                | Швеція (SWE)               | Луїс Ганссон Сара Шестрем        |
| Олімпійський кваліфікаційний норматив – 58.74 | 2                | США (USA)                  | Келсі Воррелл Дана Воллмер       |
| Олімпійський кваліфікаційний норматив – 58.74 | 1                | Бельгія (BEL)              | Кімберлі Байз                    |
| Олімпійський кваліфікаційний норматив – 58.74 | 1                | Чехія (CZE)                | Лусі Свецена                     |
| Олімпійський кваліфікаційний норматив – 58.74 | 1                | Данія (DEN)                | Джанетт Оттесен                  |
| Олімпійський кваліфікаційний норматив – 58.74 | 1                | Єгипет (EGY)               | Фаріда Осман                     |
| Олімпійський кваліфікаційний норматив – 58.74 | 1                | Німеччина (GER)            | Александра Венк                  |
| Олімпійський кваліфікаційний норматив – 58.74 | 1                | Угорщина (HUN)             | Ліліана Сіладьї                  |
| Олімпійський кваліфікаційний норматив – 58.74 | 1                | Італія (ITA)               | Іларія Біанкі                    |
| Олімпійський кваліфікаційний норматив – 58.74 | 1                | Нова Зеландія (NZL)        | Гелена Гассон                    |
| Олімпійський кваліфікаційний норматив – 58.74 | 1                | Словаччина (SVK)           | Катаріна Лістопадова             |
| Олімпійський кваліфікаційний норматив – 58.74 | 1                | Південна Корея (KOR)       | Ан Се Хьон                       |
| Олімпійський кваліфікаційний норматив – 58.74 | 1                | Іспанія (ESP)              | Юдіт Ігнасіо                     |
| Норматив олімпійського відбору – 1:00.80      | 1                | Багамські Острови (BAH)    | Аріанна Вандерпул-Воллас[a]      |
| Норматив олімпійського відбору – 1:00.80      | 1                | Ізраїль (ISR)              | Аміт Іврі[a]                     |
| Норматив олімпійського відбору – 1:00.80      | 1                | Сінгапур (SIN)             | Цюань Тін Вень[b]                |
| Норматив олімпійського відбору – 1:00.80      | 1                | Швейцарія (SUI)            | Даніель Вілларс                  |
| Норматив олімпійського відбору – 1:00.80      | 1                | Україна (UKR)              | Дар'я Степанюк[a]                |
| Запрошення                                    | 1                | Боснія і Герцеговина (BIH) | Аміна Кайтаз                     |
| Запрошення                                    | 1                | Коста-Рика (CRC)           | Марія Меса                       |
| Запрошення                                    | 1                | Кіпр (CYP)                 | Сотірія Неофіту                  |
| Запрошення                                    | 1                | Гренада (GRN)              | Ореолува Черебін                 |
| Запрошення                                    | 1                | Мозамбік (MOZ)             | Янна Сонненщейн                  |
| Запрошення                                    | 1                | Нікарагуа (NCA)            | Далія Торрес Самора              |
| Запрошення                                    | 1                | Катар (QAT)                | Нада Аркаджі                     |
| Запрошення                                    | 1                | Команда біженців (ROA)     | Юсра Мардіні                     |
| Запрошення                                    | 1                | Руанда (RWA)               | Джоанна Умурунгі                 |
| Запрошення                                    | 1                | Ємен (YEM)                 | Нуран Ба-Матраф                  |
| Загалом                                       | 46               |                            |                                  |

#### 200 метрів батерфляєм
| Кваліфікаційний стандарт                        | К-ть спортсменок | Країна                | Спортсменки, що кваліфікувались  |
| ----------------------------------------------- | ---------------- | --------------------- | -------------------------------- |
| Олімпійський кваліфікаційний норматив – 2:09.33 | 2                | Австралія (AUS)       | Меделін Гровз Бріанна Тросселл   |
| Олімпійський кваліфікаційний норматив – 2:09.33 | 2                | Китай (CHN)           | Чжан Юйфей Чжоу Їлінь            |
| Олімпійський кваліфікаційний норматив – 2:09.33 | 2                | Угорщина (HUN)        | Катінка Хоссу Ліліана Сіладьї    |
| Олімпійський кваліфікаційний норматив – 2:09.33 | 2                | Італія (ITA)          | Алессія Полієрі Стефанія Піроцці |
| Олімпійський кваліфікаційний норматив – 2:09.33 | 2                | Японія (JPN)          | Судзука Хасеґава Нацумі Хосі     |
| Олімпійський кваліфікаційний норматив – 2:09.33 | 2                | Південна Корея (KOR)  | Ан Се Хьон Пак Чін Йон           |
| Олімпійський кваліфікаційний норматив – 2:09.33 | 2                | Іспанія (ESP)         | Мірея Бельмонте Юдіт Ігнасіо     |
| Олімпійський кваліфікаційний норматив – 2:09.33 | 2                | США (USA)             | Каміль Адамс Галі Флікінджер     |
| Олімпійський кваліфікаційний норматив – 2:09.33 | 1                | Канада (CAN)          | Одрі Лакруа                      |
| Олімпійський кваліфікаційний норматив – 2:09.33 | 1                | Франція (FRA)         | Лара Гранжон                     |
| Олімпійський кваліфікаційний норматив – 2:09.33 | 1                | Німеччина (GER)       | Франциска Хентке                 |
| Олімпійський кваліфікаційний норматив – 2:09.33 | 1                | Велика Британія (GBR) | Еймі Віллмотт                    |
| Олімпійський кваліфікаційний норматив – 2:09.33 | 1                | Словенія (SLO)        | Аня Клінар                       |
| Олімпійський кваліфікаційний норматив – 2:09.33 | 1                | Швейцарія (SUI)       | Мартіна ван Беркель              |
| Норматив олімпійського відбору – 2:13.86        | 1                | Аргентина (ARG)       | Вірхінія Бардач[a]               |
| Норматив олімпійського відбору – 2:13.86        | 1                | Бразилія (BRA)        | Жоанна Мелу[a]                   |
| Норматив олімпійського відбору – 2:13.86        | 1                | Нова Зеландія (NZL)   | Гелена Гассон[a]                 |
| Норматив олімпійського відбору – 2:13.86        | 1                | Туреччина (TUR)       | Ніда Еліз Юстюндаг               |
| Норматив олімпійського відбору – 2:13.86        | 1                | Венесуела (VEN)       | Андреїна Пінто[a]                |
| Запрошення                                      | 1                | Панама (PAN)          | Марія Фар Нуньєс                 |
| Загалом                                         | 28               |                       |                                  |

#### 200 метрів комплексом
| Кваліфікаційний стандарт                        | К-ть спортсменок | Країна                | Спортсменки, що кваліфікувались       |
| ----------------------------------------------- | ---------------- | --------------------- | ------------------------------------- |
| Олімпійський кваліфікаційний норматив – 2:14.26 | 2                | Австралія (AUS)       | Алісія Кауттс Котуку Нгаваті          |
| Олімпійський кваліфікаційний норматив – 2:14.26 | 2                | Австрія (AUT)         | Лена Кройндль Ліза Цайзер             |
| Олімпійський кваліфікаційний норматив – 2:14.26 | 2                | Канада (CAN)          | Сідні Пікрем Еріка Селтенрайх-Годжсон |
| Олімпійський кваліфікаційний норматив – 2:14.26 | 2                | Китай (CHN)           | Є Шивень Чжоу Мінь                    |
| Олімпійський кваліфікаційний норматив – 2:14.26 | 2                | Чехія (CZE)           | Сімона Баумртова Барбора Завадова     |
| Олімпійський кваліфікаційний норматив – 2:14.26 | 1                | Велика Британія (GBR) | Ганна Майлі Шівон-Марі О'Коннор       |
| Олімпійський кваліфікаційний норматив – 2:14.26 | 2                | Угорщина (HUN)        | Катінка Хоссу Жужанна Якабош          |
| Олімпійський кваліфікаційний норматив – 2:14.26 | 2                | Італія (ITA)          | Сара Франческі Луїза Тромбетті        |
| Олімпійський кваліфікаційний норматив – 2:14.26 | 2                | Японія (JPN)          | Імай Руна Терамура Міхо               |
| Олімпійський кваліфікаційний норматив – 2:14.26 | 2                | Південна Корея (KOR)  | Кім Со Йон Нам Ю Сун                  |
| Олімпійський кваліфікаційний норматив – 2:14.26 | 2                | Іспанія (ESP)         | Мірея Бельмонте Афріка Саморано Санс  |
| Олімпійський кваліфікаційний норматив – 2:14.26 | 2                | Швеція (SWE)          | Стіна Гарделл Луїс Ганссон            |
| Олімпійський кваліфікаційний норматив – 2:14.26 | 2                | США (USA)             | Майя Дірадо Мелані Маргаліс           |
| Олімпійський кваліфікаційний норматив – 2:14.26 | 1                | Аргентина (ARG)       | Вірхінія Бардач                       |
| Олімпійський кваліфікаційний норматив – 2:14.26 | 1                | Бразилія (BRA)        | Жоанна Мараньян                       |
| Олімпійський кваліфікаційний норматив – 2:14.26 | 1                | Фінляндія (FIN)       | Таня Кюлляйнен                        |
| Олімпійський кваліфікаційний норматив – 2:14.26 | 1                | Франція (FRA)         | Лара Гранжон                          |
| Олімпійський кваліфікаційний норматив – 2:14.26 | 1                | Німеччина (GER)       | Александра Венк                       |
| Олімпійський кваліфікаційний норматив – 2:14.26 | 1                | Гонконг (HKG)         | Шівон Хогі                            |
| Олімпійський кваліфікаційний норматив – 2:14.26 | 1                | Ісландія (ISL)        | Храфнхільдур Лютерсдоттір             |
| Олімпійський кваліфікаційний норматив – 2:14.26 | 1                | Нідерланди (NED)      | Марріт Стінберген                     |
| Олімпійський кваліфікаційний норматив – 2:14.26 | 1                | Росія (RUS)           | Андреєва Вікторія Олегівна            |
| Олімпійський кваліфікаційний норматив – 2:14.26 | 1                | Швейцарія (SUI)       | Марія Уголкова                        |
| Олімпійський кваліфікаційний норматив – 2:14.26 | 1                | Узбекистан (UZB)      | Ранохон Аманова                       |
| Олімпійський кваліфікаційний норматив – 2:14.26 | 1                | В'єтнам (VIE)         | Нгуєн Тхі Ань Вьєн                    |
| Норматив олімпійського відбору – 2:18.96        | 1                | Ізраїль (ISR)         | Аміт Іврі[a]                          |
| Норматив олімпійського відбору – 2:18.96        | 1                | Польща (POL)          | Катажина Барановська                  |
| Норматив олімпійського відбору – 2:18.96        | 1                | Португалія (POR)      | Вікторія Камінська[a]                 |
| Норматив олімпійського відбору – 2:18.96        | 1                | Сербія (SRB)          | Аня Цревар[a]                         |
| Запрошення                                      | 0                | —                     | —                                     |
| Загалом                                         | 43               |                       |                                       |

#### 400 метрів комплексом
| Кваліфікаційний стандарт                        | К-ть спортсменок | Країна                | Спортсменки, що кваліфікувались |
| ----------------------------------------------- | ---------------- | --------------------- | ------------------------------- |
| Олімпійський кваліфікаційний норматив – 4:43.46 | 2                | Австралія (AUS)       | Блер Еванс Керін Макмастер      |
| Олімпійський кваліфікаційний норматив – 4:43.46 | 2                | Канада (CAN)          | Емілі Оверголт Сідні Пікрем     |
| Олімпійський кваліфікаційний норматив – 4:43.46 | 2                | Китай (CHN)           | Є Шивень Чжоу Мінь              |
| Олімпійський кваліфікаційний норматив – 4:43.46 | 2                | Франція (FRA)         | Лара Гранжон Фантін Лезаффр     |
| Олімпійський кваліфікаційний норматив – 4:43.46 | 2                | Велика Британія (GBR) | Ганна Майлі Еймі Віллмотт       |
| Олімпійський кваліфікаційний норматив – 4:43.46 | 2                | Угорщина (HUN)        | Катінка Хоссу Жужанна Якабош    |
| Олімпійський кваліфікаційний норматив – 4:43.46 | 2                | Італія (ITA)          | Сара Франческі Луїза Тромбетті  |
| Олімпійський кваліфікаційний норматив – 4:43.46 | 2                | Японія (JPN)          | Сакіко Сімідзу Міхо Такахасі    |
| Олімпійський кваліфікаційний норматив – 4:43.46 | 2                | Іспанія (ESP)         | Мірея Бельмонте Марія Вілас     |
| Олімпійський кваліфікаційний норматив – 4:43.46 | 2                | США (USA)             | Елізабет Бейсел Майя Дірадо     |
| Олімпійський кваліфікаційний норматив – 4:43.46 | 1                | Аргентина (ARG)       | Вірхінія Бардач                 |
| Олімпійський кваліфікаційний норматив – 4:43.46 | 1                | Бразилія (BRA)        | Жоанна Мараньян                 |
| Олімпійський кваліфікаційний норматив – 4:43.46 | 1                | Чехія (CZE)           | Барбора Завадова                |
| Олімпійський кваліфікаційний норматив – 4:43.46 | 1                | Німеччина (GER)       | Франциска Хентке                |
| Олімпійський кваліфікаційний норматив – 4:43.46 | 1                | Португалія (POR)      | Вікторія Камінська              |
| Олімпійський кваліфікаційний норматив – 4:43.46 | 1                | Сербія (SRB)          | Аня Цревар                      |
| Олімпійський кваліфікаційний норматив – 4:43.46 | 1                | Словенія (SLO)        | Аня Клінар                      |
| Олімпійський кваліфікаційний норматив – 4:43.46 | 1                | Туреччина (TUR)       | Вікторія Зейнеп Гюнеш           |
| Олімпійський кваліфікаційний норматив – 4:43.46 | 1                | Узбекистан (UZB)      | Ранохон Аманова                 |
| Олімпійський кваліфікаційний норматив – 4:43.46 | 1                | В'єтнам (VIE)         | Нгуєн Тхі Ань Вьєн              |
| Норматив олімпійського відбору – 4:53.68        | 1                | Австрія (AUT)         | Йордіс Штайнеггер               |
| Норматив олімпійського відбору – 4:53.68        | 1                | Хорватія (CRO)        | Матеа Самарджич[a]              |
| Норматив олімпійського відбору – 4:53.68        | 1                | Фінляндія (FIN)       | Таня Кюлляйнен[a]               |
| Норматив олімпійського відбору – 4:53.68        | 1                | Швейцарія (SUI)       | Мартіна ван Беркель[a]          |
| Запрошення                                      | 0                | —                     | —                               |
| Загалом                                         | 34               |                       |                                 |

## Змагання в естафетах

### 4x100 метрів комплексом (чоловіки)
| Змагання                           | Кількість | Команди, що кваліфікувались |
| ---------------------------------- | --------- | --- |
| чемпіонат світу 2015               | 11        | Росія (RUS) Бразилія (BRA) Італія (ITA) Франція (FRA) Японія (JPN) Канада (CAN) Польща (POL) Китай (CHN) Бельгія (BEL) Німеччина (GER) США (USA) |
| Найкращі часи ще не кваліфікованих | 5         | Австралія (AUS) Греція (GRE) Румунія (ROM) Угорщина (HUN) Іспанія (ESP)                                                                          |
| Загалом                            | 16        | |

### 4x200 метрів вільним стилем (чоловіки)
| Змагання                           | Кількість | Команди, що кваліфікувались |
| ---------------------------------- | --------- | --- |
| чемпіонат світу 2015               | 12        | Австралія (AUS) США (USA) Велика Британія (GBR) Німеччина (GER) Польща (POL) Нідерланди (NED) Росія (RUS) Бельгія (BEL) Іспанія (ESP) Японія (JPN) Франція (FRA) Данія (DEN) |
| Найкращі часи ще не кваліфікованих | 4         | Італія (ITA) Бразилія (BRA) Угорщина (HUN) ПАР (RSA) |
| Загалом                            | 16        | |

### 4x100 метрів комплексом (чоловіки)
| Змагання                           | Кількість | Команди, що кваліфікувались |
| ---------------------------------- | --------- | --- |
| чемпіонат світу 2015               | 12        | США (USA) Австралія (AUS) Франція (FRA) Японія (JPN) Німеччина (GER) Велика Британія (GBR) Польща (POL) Росія (RUS) Італія (ITA) Бразилія (BRA) Китай (CHN) Литва (LTU) |
| Найкращі часи ще не кваліфікованих | 4         | ПАР (RSA) Угорщина (HUN) Канада (CAN) Греція (GRE) |
| Загалом                            | 16        | |

### 4x100 метрів вільним стилем (жінки)
| Змагання                           | Кількість | Команди, що кваліфікувались |
| ---------------------------------- | --------- | --- |
| чемпіонат світу 2015               | 12        | Австралія (AUS) Нідерланди (NED) США (USA) Швеція (SWE) Канада (CAN) Китай (CHN) Італія (ITA) Франція (FRA) Японія (JPN) Росія (RUS) Бразилія (BRA) Польща (POL) |
| Найкращі часи ще не кваліфікованих | 4         | Данія (DEN) Білорусь (BLR) Іспанія (ESP) Німеччина (GER) Швейцарія (SUI)                                                                                         |
| Загалом                            | 16        | |

### 4x200 метрів вільним стилем (жінки)
| Змагання                           | Кількість | Команди, що кваліфікувались |
| ---------------------------------- | --------- | --- |
| чемпіонат світу 2015               | 12        | Італія (ITA) США (USA) Австралія (AUS) Швеція (SWE) Китай (CHN) Японія (JPN) Велика Британія (GBR) Франція (FRA) Росія (RUS) Бразилія (BRA) Канада (CAN) Німеччина (GER) |
| Найкращі часи ще не кваліфікованих | 4         | Угорщина (HUN) Нідерланди (NED) Іспанія (ESP) Словенія (SLO) |
| Загалом                            | 16        | |

### 4x100 метрів комплексом (жінки)
| Змагання                           | Кількість | Команди, що кваліфікувалися |
| ---------------------------------- | --------- | --- |
| чемпіонат світу 2015               | 12        | Китай (CHN) США (USA) Швеція (SWE) Австралія (AUS) Данія (DEN) Канада (CAN) Італія (ITA) Росія (RUS) Німеччина (GER) Франція (FRA) Велика Британія (GBR) Японія (JPN) |
| Найкращі часи ще не кваліфікованих | 4         | Фінляндія (FIN) Бразилія (BRA) Чехія (CZE) Гонконг (HKG) |
| Загалом                            | 16        | |

## Плавання на відкритій воді

### Розклад
| Змагання                                               | Дата                     | Місце   |
| ------------------------------------------------------ | ------------------------ | ------- |
| чемпіонат світу 2015                                   | 24 липня – 9 серпня 2015 | Казань  |
| Олімпійська кваліфікація в марафонському плаванні 2016 | 11–12 червня 2016        | Сетубал |
| Перерозподіл невикористаних квот                       | 12–18 червня 2016        | –       |

### марафон 10 кілометрів (чоловіки)
| Змагання                                               | Кількість | Спортсмени, що кваліфікувались |
| ------------------------------------------------------ | --------- | --- |
| чемпіонат світу 2015                                   | 10        | Джордан Вілімовскі (USA) Феррі Вертман (NED) Спірідон Янніотіс (GRE) Шон Раян (USA) Джек Бернелл (GBR) Марк-Антуан Олів'є (FRA) Сімоне Руффіні (ITA) Річард Вейнбергер (CAN) Аллан до Кармо (BRA) Федеріко Ванеллі (ITA) |
| Олімпійська кваліфікація в марафонському плаванні 2016 | 10        | Цзу Ліцзюнь (CHN) Крістіан Райхерт (GER) Іван Ендеріка Очоа (ECU) Євген Дратцев (RUS) Ріхард Надь (SVK) Уссама Меллулі (TUN) Джеррод Пурт (AUS) Ясунарі Хіраї (JPN) Чад Хо (RSA) Венціслав Айдарскі (BUL)°               |
| Континентальна кваліфікація                            | 5         | Марк Папп (HUN) Ервін Мальдонадо (VEN) Кейн Редфорд (NZL) Віталій Худяков (KAZ) Marwan El-Amrawy (EGY) |
| Загалом                                                | 25        | |

° Невикористані квоти країни-господарки

^ Невикористані континентальні квоти

### марафон 10 кілометрів (жінки)
| Змагання                                               | Кількість | Спортсменки, що кваліфікувались |
| ------------------------------------------------------ | --------- | --- |
| чемпіонат світу 2015                                   | 10        | Орелі Мюллер (FRA) Шарон ван Раувендал (NED) Ана Марсела Куня (BRA) Ракеле Бруні (ITA) Анастасія Крапівіна (RUS) Поліана Окімото Цінтра (BRA) Ізабель Герле (GER) Калліопі Араузу (GRE) Гейлі Андерсон (USA) Ева Рістов (HUN) Анна Олас (HUN) |
| Олімпійська кваліфікація в марафонському плаванні 2016 | 10        | Сінь Сінь (CHN) Кері-Енн Пейн (GBR) Саманта Аревало Салінас (ECU) Челсі Ґубека (AUS) Юмі Кіда (JPN) Мішель Вебер (RSA) Йоанна Захощ (POL) Паола Перес (VEN) Шпела Перше (SLO) Яна Пеханова (CZE)° Еріка Вільяесіха (ESP)^                     |
| Континентальна кваліфікація                            | 5         | Ванія Невіш (POR) Стефані Горнер (CAN) Гайді Ґан (MAS) Рім Касім (EGY) |
| Загалом                                                | 25        | |

° Невикористані квоти країни-господарки

^ Невикористані континентальні квоти